# Geschichte Albaniens
Die Geschichte Albaniens beschäftigt sich mit den Ereignissen und Entwicklungen auf dem Gebiet der Republik Albanien von der Urgeschichte bis zur Gegenwart sowie auf dem von (ethnischen) Albanern bewohnten Regionen außerhalb des Nationalstaats bis 1912.

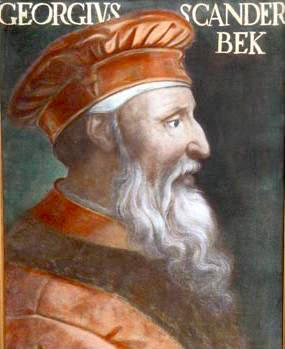
Gjergj Kastrioti, genannt „Skanderbeg“, ein Fürst des späten Mittelalters, gilt als bedeutendster albanischer Verteidiger gegen die osmanische Expansion und wird als Nationalheld aller Albaner gefeiert

## Urgeschichte
Erste Spuren menschlicher Besiedlung auf dem Gebiet des heutigen Albanien stammen aus der Altsteinzeit. Den Funden aus Xarra südlich von Saranda und Gajtan östlich von Shkodra wird ein Alter von bis zu 100.000 Jahren zugeordnet. Für die Zeit von etwa 30.000 bis 10.000 v. Chr. wurden rund ein Dutzend Siedlungen nachgewiesen. Bedeutende Funde aus der Mittelsteinzeit wurden in der Konispol-Höhle gemacht.
Sehr zahlreich sind die Funde aus der Jungsteinzeit. Die Menschen wurden nun sesshaft. Im Kreis Korça wurden bei Dunavec und Maliq größere Siedlungen im Stil von Pfahlbauten gefunden. Auch bei Cakran wurden Siedlungen nachgewiesen. Aus dieser Zeit stammen auch zahlreiche Keramikfunde.
2012 entdeckten albanische und US-amerikanische Archäologen in Vashtëmija nördlich von Korça Überreste aus den europäischen Anfängen von Viehzucht und Ackerbau. Die Funde datieren auf etwa 6500 v. Chr. und beinhalteten unter anderem Getreidekörner (Einkorn und Gerste) sowie zahlreiche Knochen von Nutztieren (Wildschwein, Kaninchen, Schildkröten, Aale und Fische).
Während der Kupfersteinzeit wurde auch in Albanien Kupfererz gewonnen. In der Bronzezeit entstanden erste Befestigungsanlagen, als deren Erbauer die indogermanischen Proto-Illyrer vermutet werden.
Ein Zentrum für den Eisenerzabbau wurde während der Eisenzeit Nordalbanien, was auch den überregionalen Warenaustausch förderte. Die nun in ganz Albanien (mit Ausnahme im Süden, wo sie mit den Griechen vermischt waren) siedelnden Illyrer bauten immer größere Befestigungen sowie – als neues Bestattungsritual – zahlreiche Hügelgräber, zu deren bedeutendsten diejenigen von Pazhok (Kreis Elbasan), Barça (Kreis Korça) und Piskova (Kreis Përmet) zählen. Aus der Region des Kleinen Prespasees stammen die ältesten Felsbilder Albaniens (bei Tren, Gemeinde Devoll), die ebenfalls in der Eisenzeit entstanden.

## Antike

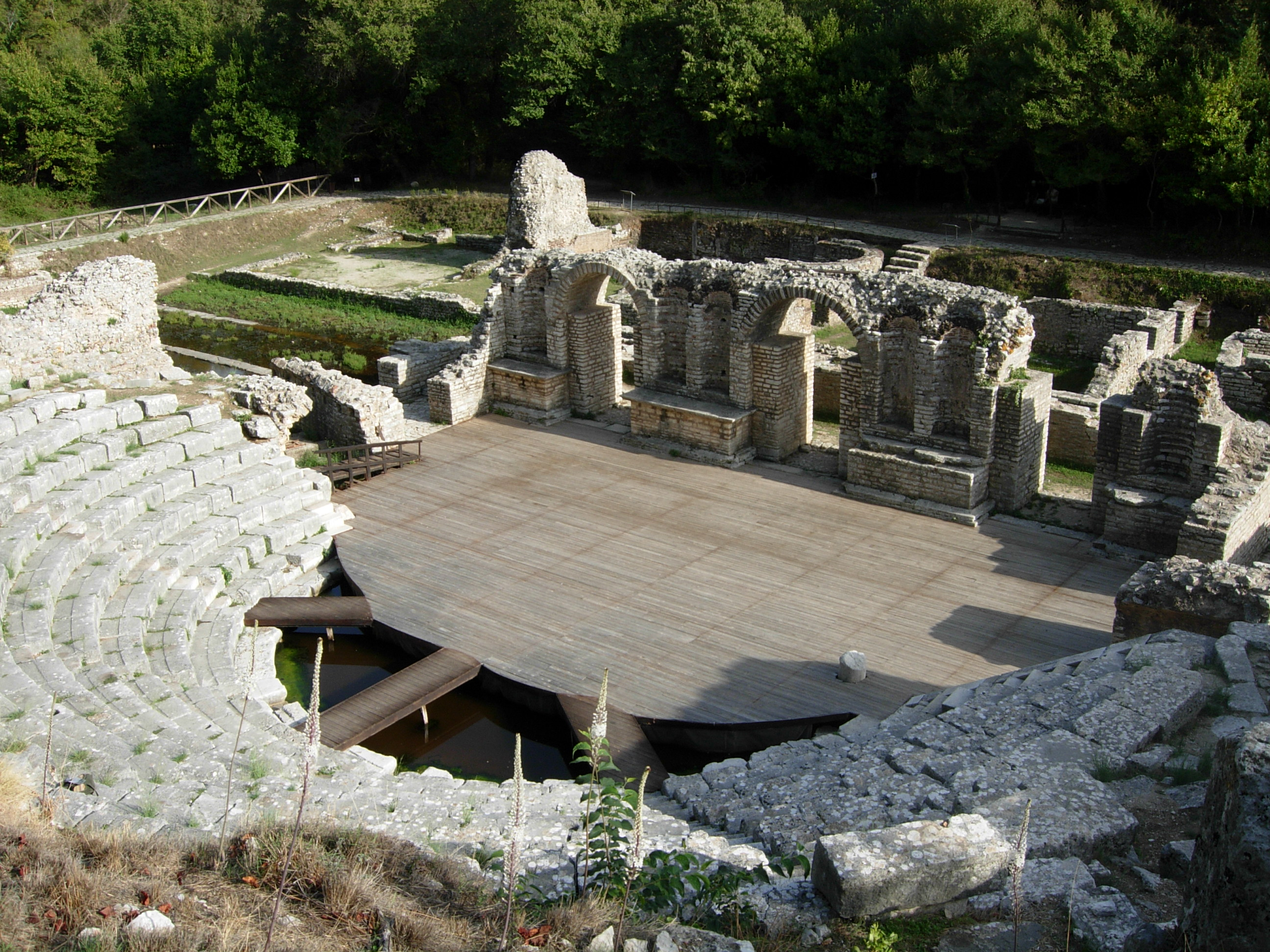
Die Theaterruinen in Butrint zählen zu den am besten erhaltenen in Albanien. Butrint ist seit 1992 UNESCO-Weltkulturerbe

In der Antike war die westliche Balkanhalbinsel und damit auch das Gebiet des heutigen Albanien von illyrischen Stämmen besiedelt. Sie gründeten zahlreiche Städte im Landesinneren wie Antigoneia, Amantia, Byllis, Nikaia, Gurëzeza, Dimal oder Zgërdhesh. Die Beziehung der antiken Illyrer zu den heutigen Albanern wird von den Historikern und Wissenschaftlern kontrovers diskutiert. Seit dem 6. Jahrhundert v. Chr. entstanden an der albanischen Küste griechische Kolonien. So sind zum Beispiel die Städte Lezha (altgriechisch Λισσός Lissós), Durrës (altgriechisch Ἐπίδαμνος Epídamnos, später Δυρράχιον Dyrráchion), Apollonia (altgriechisch Ἀπολλωνία Apollonía) und Butrint (altgriechisch Βουθρωτόν Bouthrotón) Gründungen griechischer Kolonisten. Seit dem 5. Jahrhundert v. Chr. gelang es einigen illyrischen Stammesfürsten, kurzlebige Reiche zu gründen, die nach dem Tod des jeweiligen Potentaten zumeist schnell wieder zerfielen. 250 bis 230 v. Chr. herrschte König Agron über ein ausgedehntes Reich von Epirus im Süden bis Dalmatien im Norden. Ihm folgte Teuta als Königin der Illyrer (230 bis 228 v. Chr.). Sie stützte sich auf eine eigene Flotte, deren Raubzüge den Handel der Römischen Republik gefährdeten. Die Römer wollten diese Gefahr ausschalten und begannen deshalb mit der Expansion nach Illyrien.
229 und 228 v. Chr. kam es zum ersten von zwei Römisch-Illyrischen Kriegen, in dessen Ergebnis die Städte Apollonia und Epidamnos (lateinisch Dyrrhachium) in Süd- beziehungsweise Mittelalbanien römisches Protektorat wurden. Die vollständige Integration Illyriens in das Römische Reich war erst unter Kaiser Augustus (Regierungszeit: 30 v. Chr. bis 14 n. Chr.) abgeschlossen. 27 v. Chr. wird unter Einbeziehung Dalmatiens und Pannoniens die Provinz Illyricum eingerichtet.
Das Christentum breitete sich in Albanien sehr früh aus. Der Apostel Paulus hat nach eigener Aussage das Evangelium bis nach Illyrien gebracht (Röm 15,19 ) und Apollos soll nach altkirchlicher Tradition Bischof in Dyrrachion (hellenisierte Form von Dyrrhachium) gewesen sein. Christliche Sakralbauten gab es, wie archäologisch nachgewiesen wurde, seit dem 4. Jahrhundert. Als 395 das Römische Reich in eine westliche (lateinische) und eine östliche (griechische) Hälfte geteilt wurde, fiel der nördliche Teil Albaniens an das Westreich, der Süden an das Ostreich (Byzantinische Reich). Deshalb ist unter den christlichen Konfessionen bis heute die römisch-katholische in Nordalbanien die dominierende, im Süden dagegen die orthodoxe.

## Mittelalter
| Chronologie Mittelalter | Chronologie Mittelalter |
| ----------------------- | --- |
| nach 600                | Vordringen und Ansiedlung der Slawen                                                                                            |
| ca. 830                 | Einrichtung des byzantinischen Themas Dyrrhachion                                                                               |
| ca. 880–1014            | Mittel- und Südalbanien Teil des Bulgarischen Reiches                                                                           |
| 1081                    | Einfall der Normannen in das unter byzantinischer Herrschaft stehende Albanien                                                  |
| 1190–1216               | Fürstentum Arbanon in Mittelalbanien                                                                                            |
| 1204                    | Vierter Kreuzzug, Zerfall des byzantinischen Reiches. Das Despotat Epirus tritt in Albanien an seine Stelle.                    |
| 1267–1272               | Karl I. von Anjou, König von Neapel, erobert Teile von Epirus sowie Durrës. Er nennt sich Rex Albaniae.                         |
| ca. 1345–1355           | Albanien ist Teil des Serbischen Reiches unter dem Zaren Stefan Dušan.                                                          |
| 1359–1388               | Fürstentum Karl Thopias (Princeps Albaniae) in Mittelalbanien                                                                   |
| 1360–1421               | Fürstentum der Ballsha/Balšić in Nordalbanien und Montenegro                                                                    |
| 1385                    | Schlacht von Savra in der Myzeqe: Karl Thopia besiegt mit osmanischer Hilfe Balša II., erstmals osmanische Truppen in Albanien. |
| 1417                    | Vlora, Kanina, Berat und Gjirokastra erstmals unter osmanischer Herrschaft                                                      |
| 1443–1468               | Skanderbeg, Fürst von Kruja und Anführer der Liga von Lezha, leistet den Osmanen 25 Jahre erfolgreich Widerstand.               |
| 1479                    | Die Venezianer geben Lezha und Shkodra auf, ganz Albanien für über 400 Jahre unter osmanischer Herrschaft.                      |

Nach dem Zerfall des Römischen Reiches gehörte das Gebiet des heutigen Albanien zum Byzantinischen Reich. Am Ende der Völkerwanderung siedelten sich in weiten Teilen des Landes auch Slawen an. Zahlreiche slawische Ortsnamen erinnern bis heute daran. Mittel- und Südalbanien waren ab Ende des 9. Jahrhunderts Teil des Bulgarischen Reiches. Von Ohrid aus (heute in Nordmazedonien) wurde die bulgarische Kirchenorganisation nach Westen ausgedehnt. So wurde das Bistum Berat als Suffragan von Ohrid im 10. Jahrhundert errichtet.
Zwischen 980 und 1014 wurden die albanischen Gebiete von den Byzantinern schrittweise zurückerobert. Seit Ende des 11. Jahrhunderts führten mehrere Kriegszüge süditalienischer Normannenheere in Richtung Thessaloniki durch Albanien. Am 18. Oktober 1081 schlug Robert Guiskard den byzantinischen Kaiser Alexios I. Komnenos in der Schlacht von Dyrrhachion. Die Normannen konnten sich aber nicht auf Dauer an der albanischen Küste behaupten. Nachdem 1107 ein Einfall Bohemund von Tarents gescheitert war, blieben die albanischen Gebiete bis zum Ende des 12. Jahrhunderts fest ins Byzantinische Reich eingebunden. Verwaltungszentrum dieses Themas war die Hafenstadt Dyrrhachion (heute Durrës).
Im Jahr 1190 gelang es Progon, dem Archon von Kruja, seinen Amtsbezirk von den Byzantinern unabhängig zu machen. Zum ersten Mal begründete ein albanischer Adliger ein eigenes Fürstentum. Dieses in den byzantinischen Quellen Arbanon genannte Fürstentum existierte bis 1216; in jenem Jahr wurde es vom epirotischen Despoten Theodoros I. Angelos erobert.
Als Folge des Vierten Kreuzzugs (1204) brach die byzantinische Herrschaft auch in Albanien zusammen. Es zerfiel in zahlreiche kleine Fürstentümer oder wurde zeitweise von auswärtigen Mächten (Bulgarien, Serbien, Königreich Neapel, Epirus, Venedig) beherrscht. So brachte Manfred von Sizilien 1257 durch seine Heirat mit Helena von Epirus Durrës, Vlora und Berat in seinen Besitz. Nach Manfreds Tod und der Gefangennahme der Königin (1266) hielt Filippo Chinardo, Verwalter der albanischen Mitgift, diese Gebiete zusammen mit dem lokalen Adel weiter für Helena. Michael II. von Epirus ließ Chinardo ermorden, konnte sich aber nicht gegen dessen Gefolge durchsetzen. Die Ritterschaft behielt die Gebiete sowie auch Korfu und wählte Garnier l’Aleman zum Regenten.

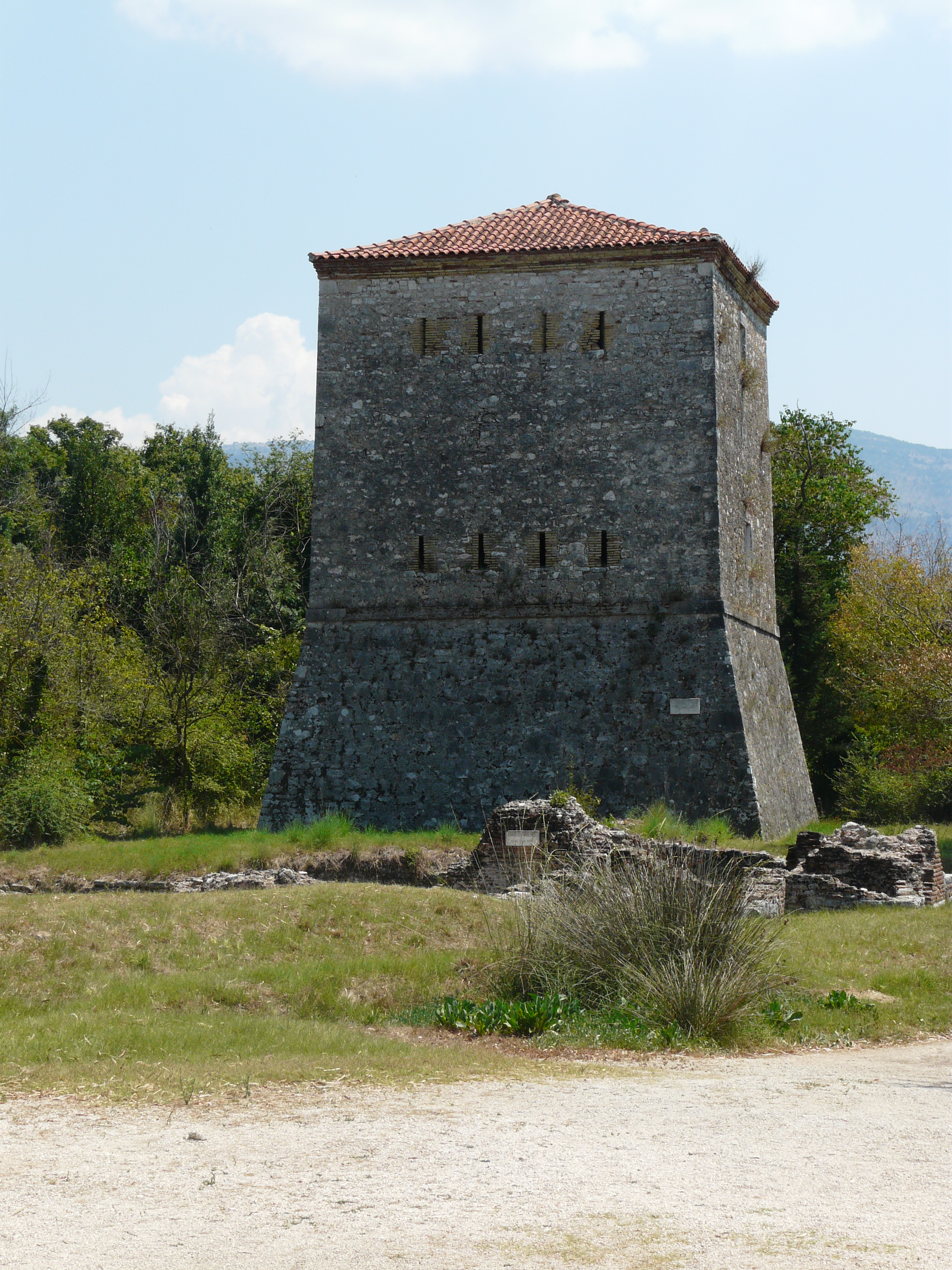
Butrint war lange Zeit ein wichtiger Stützpunkt der Venezianer an der Straße von Korfu. Abgebildet ist ein Turm der venezianischen Befestigungsanlage.

Auf Dauer war der Widerstand gegen Epirus aber aussichtslos. Deshalb wurde l’Aleman 1267 Lehensmann Karls I. von Anjou, des neuen Königs von Neapel. Nachdem Karl seine Königsmacht in Italien abgesichert hatte, begann er, gestützt auf das Lehensverhältnis, mit der Eroberung Albaniens. 1272 ließ er sich vom einheimischen Adel und den ansässigen fränkischen Rittern huldigen und begründete so ein kurzlebiges Regnum Albaniae, das die Küstengebiete von Durrës bis Vlora umfasste. Albanien sollte Karl aber nur als Ausgangsbasis für die weitere Expansion auf dem Balkan dienen. Das eigentliche Ziel war Konstantinopel. Nach der Rückeroberung Konstantinopels durch die Truppen der Byzantiner (1261) ging Kaiser Michael VIII. auch im Westen in die Offensive. So gelang es, die Anjou weitgehend aus der Romania zu vertreiben (1281), und ein letztes Mal herrschte Byzanz über Teile Albaniens.
1343 bis 1347 konnte der serbische Zar Stefan Dušan das Gebiet des heutigen Albanien seinem Reich angliedern. Schon bald nach seinem Tod im Jahr 1355 gewannen die lokalen Fürsten ihre Unabhängigkeit zurück. Im 14. Jahrhundert konnte sich der einheimische Fürst Karl Thopia ein größeres Herrschaftsgebiet schaffen. Ab 1392 sicherte sich Venedig die Herrschaft über verschiedene Orte und mischte sich in die internen Auseinandersetzungen und die Abwehr der einrückenden Osmanen ein. Anfang des 15. Jahrhunderts war die Adelsfamilie Ballsha/Balšić bedeutend.
Während der unübersichtlichen Machtverhältnisse im Hoch- und Spätmittelalter vollzog sich die Ethnogenese des albanischen Volkes. Dieser Vorgang ist wenig erforscht und sein Verlauf unter Historikern umstritten. Die albanische Ethnie scheint entweder in den mittel- und nordalbanischen Gebirgslandschaften oder weiter nordöstlich im heutigen Südserbien entstanden zu sein. Es handelte sich um eine Wanderhirtenkultur (im Sommer in den Bergen, im Winter in den Küstenebenen). Diese Mobilität scheint die Ausbreitung der Albaner und ihrer Sprache im Mittelalter begünstigt zu haben. Jedenfalls sind sie bereits im 14. Jahrhundert in größerer Zahl in Thessalien bezeugt. Zur selben Zeit waren sie in weiten Teilen des heutigen Albanien sowie in Teilen von Kosovo und Epirus die größte ethnische Gruppe.
In der Mitte des 15. Jahrhunderts gelang es dem Fürsten Skanderbeg aus Kruja, die Albaner zum zeitweise erfolgreichen Abwehrkampf gegen die Osmanen zu einen. Unter seiner Führung bildeten albanische wie auch montenegrinische Fürsten die Liga von Lezha. Auch mit den Venezianern lag Skanderbeg 1447/48 im Krieg. Obwohl der Papst ihn wegen des Kampfes gegen die Osmanen als Athleta Christi bezeichnete, bemühte sich der Fürst von Kruja erfolglos um feste Bündnisse mit den Mächten des Westens. So blieben die Albaner im Kampf gegen die Osmanen weitgehend auf sich selbst gestellt. Noch heute gilt Skanderbeg den Albanern als Nationalheld.

## Herrschaft der Osmanen

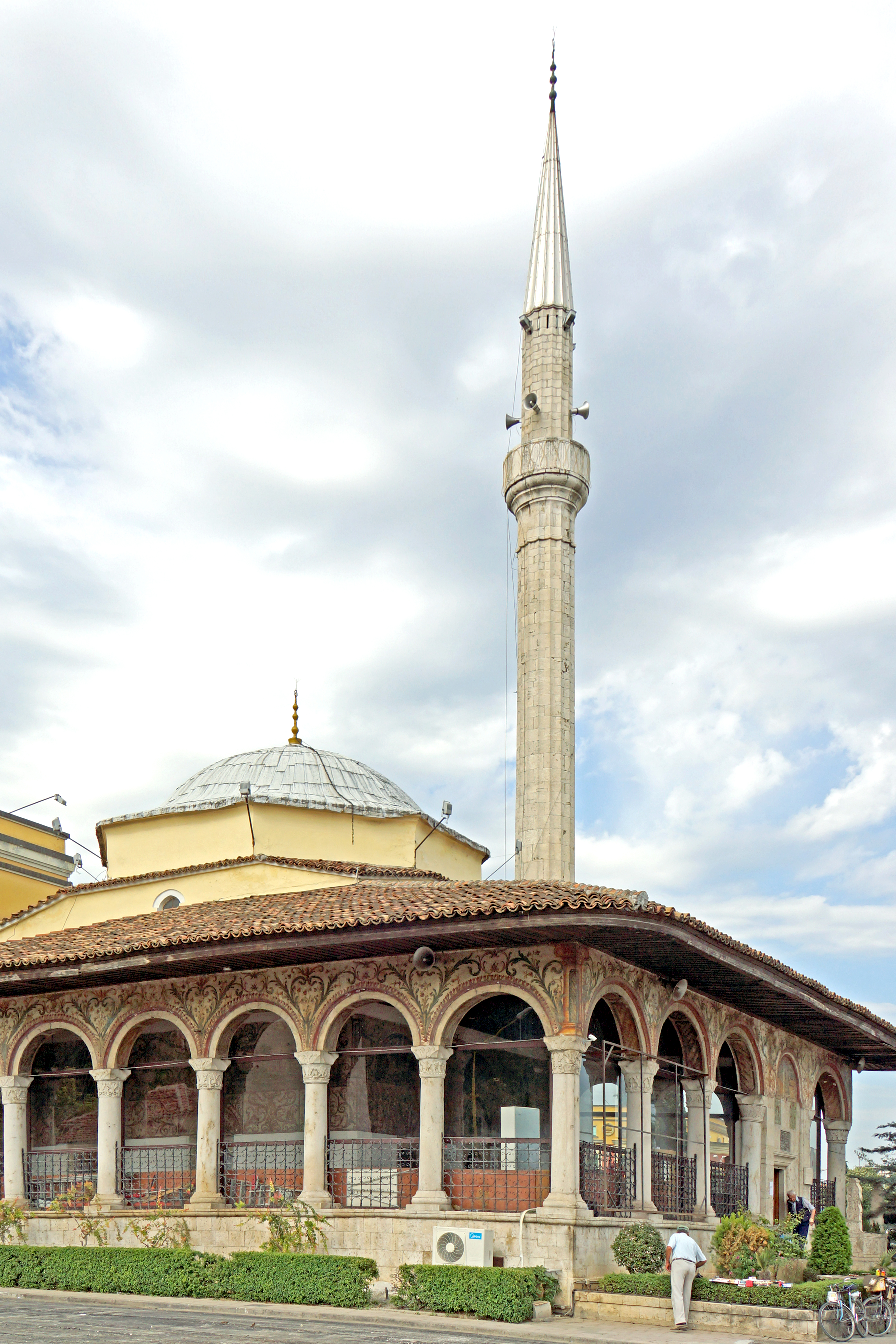
Die zwischen 1794 und 1821 errichtete Et’hem-Bey-Moschee in Tirana

Ende des 14. Jahrhunderts drangen die osmanischen Truppen zum ersten Mal in die albanisch besiedelten Länder vor. Die osmanische Eroberung jener Gebiete geschah etappenweise und war erst Jahrzehnte später abgeschlossen. Die Fürstentümer und Feudalherrschaften in Epirus und Südalbanien mussten schon zu Beginn des 15. Jahrhunderts die Oberherrschaft des Sultans anerkennen. Vlora und Berat wurden 1417 erobert, Ioannina (alb. Janina) folgte 1430. Erst einige Jahre nach dem Tod Skanderbegs konnten die Türken 1478/79 auch den Norden Albaniens besetzen. Sie beherrschten das Land dann mehr als 400 Jahre. Die langen Abwehrkämpfe und hernach die vorübergehende Unterbrechung der Handelsbeziehungen nach Italien und dem übrigen Europa schadeten der wirtschaftlichen und kulturellen Entwicklung. Shkodra, das alte Zentrum Nordalbaniens, verfiel und gewann erst im 17. Jahrhundert wieder an Bedeutung.
Große Teile der Bevölkerung traten teils aus Überzeugung, teils unter Zwang, teils bewogen durch gesellschaftliche und ökonomische Anreize zum Islam über. Spätestens im 17. Jahrhundert waren die Muslime in der Mehrheit. Die Albaner waren, neben den Bosniaken, das einzige Balkanvolk, das mehrheitlich den Glauben der osmanischen Eroberer angenommen hat. Dadurch machten nicht wenige Albaner Karriere in der osmanischen Verwaltung und im Heer und erlangten Stellungen, die den christlichen Untertanen des Sultans verschlossen blieben.
Wie in vielen peripheren Regionen des Reiches übte der Sultan die Herrschaft über Albanien vor allem indirekt aus. Die osmanische Zentralgewalt erwartete in erster Linie Steuerzahlungen und militärische Leistungen von den Untertanen; die Ordnung der inneren Verhältnisse blieb in Albanien wie auch anderswo weitgehend den lokalen Eliten überlassen. Im Laufe des 15. Jahrhunderts wurden in den albanisch besiedelten Ländern die nach ihren Hauptorten benannten Sandschaks İşkodra, Duraç, Elbasan, Avlonya, Delvine, Yanya, Görice, Manastır, Debre, Üsküp, Prizren, Priştine und İpek errichtet. Diese Verwaltungsorganisation diente in erster Linie der Rekrutierung und Versorgung der Sipahis. Die ersten Sandschak-Beys kamen aus in der Region führenden Familien. Normalerweise war es im osmanischen Verwaltungssystem üblich, die Sandschak-Beys jährlich aufs Neue zu ernennen oder bei Versagen auszutauschen. In Albanien wurde dieses Amt faktisch erblich. Bis auf wenige Ausnahmen kamen die Beys immer aus denselben Familien. Auf diese Weise wurden die feudalen Verhältnisse, wie sie im mittelalterlichen Albanien bestanden hatten, in der osmanischen Zeit konserviert. Während der Regierung Süleymans des Prächtigen (1520–1566) wurden für alle albanischen Sandschaks Defter (Steuerregister) angelegt. Seit dem 17. Jahrhundert fanden keine allgemeinen Erhebungen mehr statt und die Steuern waren an private Einnehmer verpachtet.
Einige relativ unzugängliche Gebiete waren für die Türken praktisch nicht zu kontrollieren. Dazu gehörten die Mirdita, das Mati-Gebiet, die Region Dibra, die Landschaften Dukagjin und Malësia sowie im Süden die Region Himara. Aus diesen Gebieten bezogen die Beys nur einen eher symbolischen Tribut. Die nördlichen Bergregionen verharrten in archaischen Stammestraditionen und hielten sich bis ins 20. Jahrhundert hinein an ihr eigenes Gewohnheitsrecht, dem Kanun. Auch die zwischen den Almen im Pindosgebirge und den Winterweiden an der Küste hin- und herziehenden Aromunen genossen einen hohen Grad an Autonomie.
Wirtschaftlich waren die albanischen Länder im Gefüge des Osmanischen Reiches nahezu bedeutungslos. Die Bauern betrieben Subsistenzwirtschaft und produzierten nicht für den überregionalen Markt. Letzteres galt im Großen und Ganzen auch für das städtische Handwerk. Nur im Handel konnten einige albanische Städte eine größere Rolle spielen. Bedeutendes Exportartikel war Salz, das schon im Mittelalter bis nach Venedig exportiert worden war. Im 18. Jahrhundert gewann die Ausfuhr von Wolle und Getreide an Bedeutung. Zur selben Zeit gelang es in Albanien einer Reihe von Kaufleuten, von der Belebung des Fernhandels zwischen Europa und der Türkei zu profitieren. Der Aufstieg der Handelsstadt Voskopoja war eine der Folgen. Kaufleute reisten von dort bis nach Venedig und Wien. Andere überregionale Märkte im oder am Rand der albanischen Länder waren Shkodra und Prizren für den Norden, Elbasan und Berat für die Mitte sowie Bitola (alb. Manastir) und Ioannina (Janina) für den Süden des Landes.

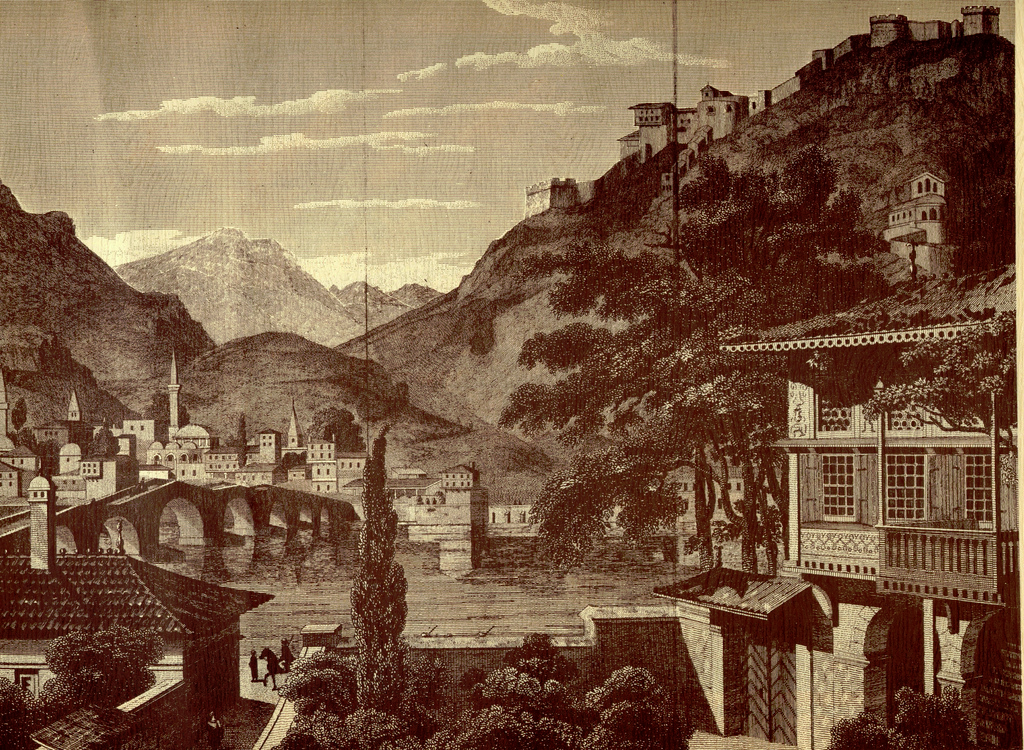
Zeichnung von Berat im Jahr 1830

An der Wende vom 18. zum 19. Jahrhundert befand sich das Osmanische Reich in einer tiefen Krise und in vielen Randprovinzen verlor die Zentralmacht die Kontrolle. In Südalbanien versuchte der albanische Pascha Ali von Tepelena eine vom Sultan unabhängige Herrschaft zu begründen. Auch die Familie Bushati schuf sich in der Region um Shkodra Ende des 18. Jahrhunderts ein halbautonomes Gebiet, das die Hohe Pforte erst in den 1820er Jahren wieder unter ihre Kontrolle brachte.
Die Tanzimat-Reformen (1839–1856), die eine Modernisierung des osmanischen Staatswesens bewirken sollten, stießen in den albanischen Ländern auf viel Widerstand. Vor allem viele Muslime, die gegen die rechtliche Gleichstellung der christlichen Untertanen waren, aber auch die autonomen nordalbanischen Stammesverbände, die zu regelmäßiger Steuerzahlung verpflichtet werden sollten, opponierten gegen die angestrebten Neuerungen. Durch Reformen in der Verwaltung verloren schließlich die Sandschak-Beys ihre quasi erbliche Machtstellung, denn solche Posten sollten fortan nach Eignung und Ausbildung vergeben werden. 1847 führten einige der degradierten Beys ihre Klientel in den bewaffneten Aufstand gegen die Osmanen.
1865 teilte die osmanische Regierung das albanische Siedlungsgebiet auf vier Vilâyets auf: İşkodra im Nordwesten, Kosova im Nordosten, Yanya im Süden und Manastır im Südosten. Diese administrative Neuordnung verärgerte die nordalbanischen Stämme, die befürchteten, ihre Selbstverwaltung und Steuerfreiheit zu verlieren. Osmanische Truppen konnten zwar lokale Aufstände in den zugänglichen Küstenebenen niederschlagen, sich in den Bergen aber nicht durchsetzen. Die gewaltsamen Auseinandersetzungen trafen die ohnehin schwache Wirtschaft in den albanischen Vilâyets schwer. Die schlechte Wirtschafts- und Sicherheitslage trieb vor allem viele Tosken (Südalbaner) aus dem Süden Albaniens in die Emigration. Zielländer waren Rumänien, Ägypten, Bulgarien, Italien und später die Vereinigten Staaten. Auch die osmanische Hauptstadt Istanbul hatte im letzten Drittel des 19. Jahrhunderts einen verstärkten Zuzug von Albanern zu verzeichnen.

## Nationalbewegung

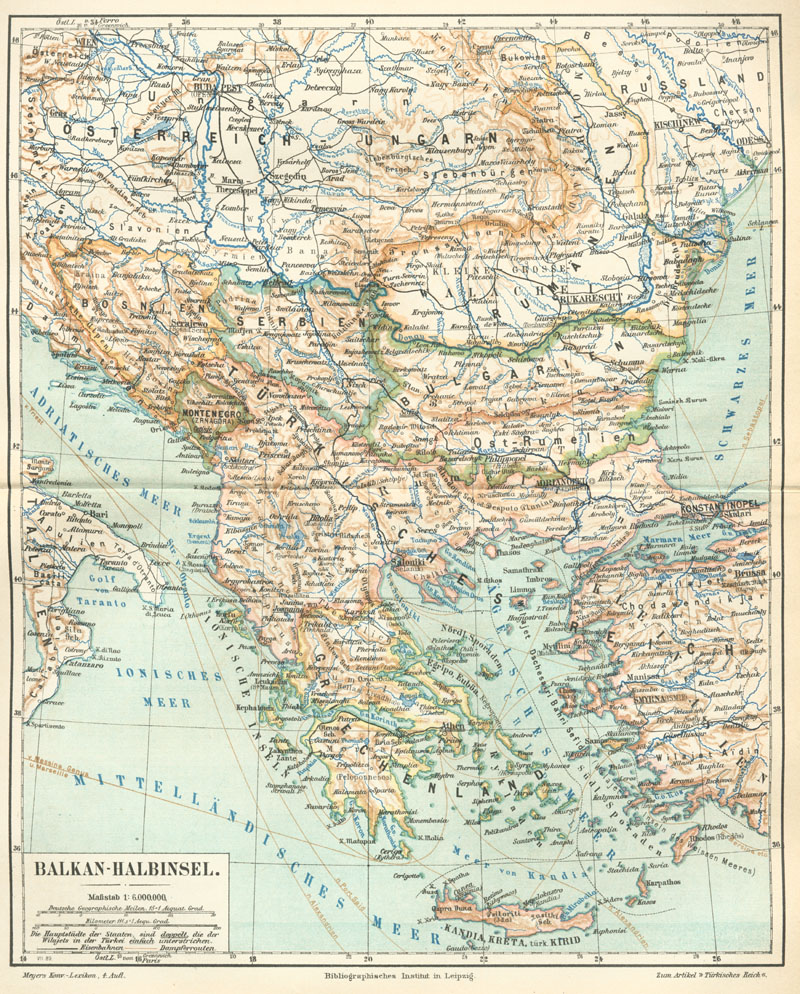
Politische Karte des Balkans zwischen 1878 und 1912

Erst in dieser Zeit entwickelte sich als Reaktion auf die anderen südosteuropäischen Nationalismen langsam ein albanisches Nationalbewusstsein. Die sozialen Voraussetzungen dafür waren denkbar ungünstig, denn es gab praktisch keine albanische Gesellschaft und Öffentlichkeit. Vor allem im Norden spielte sich das soziale Leben ausschließlich innerhalb patriarchalisch strukturierter Familienverbände (alb. Fis) und Stämme ab. Mittel- und Südalbanien dagegen wurde von konservativen Großgrundbesitzern beherrscht, die die Masse der Bevölkerung in quasi-feudaler Abhängigkeit hielten und sich selbst zur osmanischen Oberschicht zählten. Zudem waren die Albaner religiös in Sunniten, Bektaschi, Katholiken und Orthodoxe gespalten, sodass anders als etwa bei den Serben und Griechen auch die Religion nicht identitätsstiftend für die albanische Nation sein konnte. Gleichwohl spielten Geistliche der unterschiedlichen Bekenntnisse eine wichtige Rolle bei der albanischen Nationsbildung (albanisch Rilindja: „Wiedergeburt“, „Renaissance“), denn sie waren fast die einzigen Angehörigen ihres Volkes mit einer höheren Schulbildung. Um 1900 konnten über 90 % der Albaner weder lesen noch schreiben. Nur in den Städten Shkodra, Prizren und Korça gab es eine schmale bürgerliche Schicht – vornehmlich Kaufmannsfamilien, die mit westlicher Bildung in Berührung gekommen waren. Diese kleine Gruppe stellte neben den Geistlichen die meisten Träger der albanischen Nationalbewegung „Rilindja“.

### Autonomiebestrebungen der Liga von Prizren
Für weitere Kreise der albanischen Elite wurde die nationale Frage zum ersten Mal im Zusammenhang mit dem Russisch-Türkischen Krieg 1877–1878 und dem Vertrag von San Stefano von 1878 evident. Das russische Friedensdiktat hätte Teile des albanischen Siedlungsgebietes unter die Herrschaft der christlichen Staaten Bulgarien und Montenegro gestellt. Dagegen formierte sich albanischer Widerstand erstmals auf nationaler Basis, denn er wurde nicht nur von den Sunniten und Bektashi, sondern auch von den katholischen Gegen getragen. Im Frühjahr 1878 bildeten einflussreiche Albaner in Konstantinopel ein geheimes Komitee, um den Widerstand ihrer Landsleute zu organisieren. Beteiligt war unter anderem Abdyl Frashëri, die wichtigste Führungspersönlichkeit der frühen albanischen Nationalbewegung. Auf Initiative dieses Komitees kamen am 10. Juni 1878 über 80 Delegierte (zumeist islamische Geistliche, muslimische Großgrundbesitzer und diverse Stammesführer) aus den vier Vilâyets mit albanischer Bevölkerung in Prizren zusammen. Sie bildeten als ständige Organisation die von einem Zentralkomitee geleitete Liga von Prizren, deren Ziel es war, Truppenverbände zu bilden, die das albanische Siedlungsgebiet gegen Aufteilung und die Ansprüche fremder Mächte verteidigen sollten. Dafür zog sie auch die Steuererhebung an sich. Des Weiteren erstrebte die Liga die Bildung eines autonomen albanischen Verwaltungsbezirks innerhalb des Osmanischen Reiches.
Notgedrungen unterstützte die geschwächte osmanische Regierung zunächst das Wirken der Liga, nur verlangte sie, dass sich die Albaner in erster Linie als Osmanen erklären und als solche im Interesse des Gesamtstaats handeln sollten. Das war unter den Albanern umstritten. Ein Teil der Delegierten setzte auf die gemeinsame osmanisch-muslimische Identifikation, andere um Abdyl Frashëri stellten das Wirken für die albanischen Interessen in den Mittelpunkt, nicht zuletzt auch, um die christlichen Albaner für das Programm der Liga zu gewinnen.
Im Juli 1878 sandte die Liga ein Memorandum an die Vertreter der Großmächte beim Berliner Kongress. Die Liga forderte darin, dass das gesamte albanische Siedlungsgebiet als autonome Provinz unter türkischer Herrschaft bleiben solle. Der Kongress ignorierte diese Forderung; der Verhandlungsführer in Berlin, Reichskanzler Otto von Bismarck, stellte apodiktisch fest, dass eine albanische Nation gar nicht existiere, weshalb eine derartige Forderung irrelevant sei. Die vom Berliner Kongress vorgeschlagenen Grenzen zu Montenegro und die Angst, dass das ganze Epirus an Griechenland fallen könnte, löste blutige Aufstände der Albaner aus, die mehr oder weniger von der Liga gesteuert und von ihren Truppen getragen wurden. Zum Teil wurden die Albaner von der Hohen Pforte mit Waffen ausgerüstet. Zeitweise kontrollierten die Verbände der Liga das umstrittene Gebiet zwischen Ulcinj, Shkodra, Plav und Prizren. Hier und dort wurden die Grenzen denn auch aufgrund des Widerstands zu Gunsten des Osmanischen Reiches und damit der Albaner verändert.
Nachdem die Grenzfrage erst einmal geklärt war, wandte sich die Liga von Prizren verstärkt ihrer innenpolitischen Forderung nach Autonomie zu. Das wieder halbwegs stabilisierte osmanische Regime war aber nicht zu Zugeständnissen bereit. Die Regierung entsandte eine Armee unter dem Kommando von Dervish Turgut Pascha nach Albanien, die im April 1881 Prizren einnahm und die Truppen der Liga zerstreute. Von Bedeutung war dabei, dass viele muslimische Albaner nicht gegen die Soldaten des Sultans kämpfen wollten. Die Führer der Liga wurden verhaftet und deportiert, Abdyl Frashëri sogar zum Tod verurteilt. Er wurde jedoch nur eingekerkert und nach seiner Entlassung 1885 des Landes verwiesen.
Nach der Zerschlagung der Liga von Prizren gab es für zwei Jahrzehnte keine politische Bewegung der Albaner mehr. Die nationalen Aktivisten im Lande selbst, vor allem aber in der Emigration, engagierten sich in der folgenden Zeit vor allem auf kulturellem Gebiet, während die muslimischen Großgrundbesitzer und die islamische Geistlichkeit, soweit sie überhaupt an der albanischen Bewegung der Jahre 1878 bis 1881 beteiligt gewesen waren, sich wieder in die osmanische Gesellschaft integrierten.

### Die Schaffung einer nationalen Kultur
Die kulturelle Bewegung der Albaner war Ende des 19. Jahrhunderts auf einige wenige Orte im In- und Ausland konzentriert. Die einzelnen Gruppen nationaler Aktivisten agierten dabei relativ isoliert voneinander, was nicht zuletzt den ungünstigen Verkehrs- und Kommunikationsbedingungen auf dem Balkan geschuldet war. Das war aber bei weitem nicht das einzige Hemmnis zur Etablierung eines albanischen Kulturlebens. So dominierten in den meisten Zentren der albanisch besiedelten Vilâyets bei den städtischen Oberschichten andere Sprachen und Kulturen: in Skopje und Manastir Türkisch und Bulgarisch, in Janina Griechisch und Türkisch, in Prizren Türkisch und Serbisch. Nur in Shkodra war Albanisch die wichtigste Sprache des städtischen Bürgertums. In Korça dagegen war das Griechische ebenso stark vertreten wie das Albanische. Die im 20. Jahrhundert bedeutenden Küstenstädte Durrës und Vlora waren Ende des 19. Jahrhunderts keine kulturellen Zentren der Albaner. Ihre Bedeutung lag in der guten Anbindung an das westliche Europa. Hier wie auch in Shkodra war das Italienische wichtige Verkehrs- und Kultursprache.
1880 gab es keine Schule mit albanischer Unterrichtssprache. Der Druck albanischer Bücher war im Osmanischen Reich zeitweise verboten. Eine normierte albanische Schriftsprache existierte noch nicht einmal in Ansätzen. Wenn überhaupt Albanisch geschrieben wurde, dann im gegischen oder toskischen Dialekt. Auch die Arbëresh in Süditalien hatten ihre eigene Schreibweise. Hinzu kam, dass je nach Konfessionszugehörigkeit entweder das lateinische oder das griechische Alphabet, seltener auch die arabische Schrift verwendet wurde.
Um 1870 setzten die Bemühungen albanischer Intellektueller ein, die Schriftsprache zu vereinheitlichen. In Elbasan schuf man ein eigenes albanisches Alphabet, das aber nur dort verwendet wurde und sich nicht durchsetzen konnte. Erfolgreicher waren die Bestrebungen einiger Albaner in Konstantinopel: Eine Gruppe, der unter anderen Pashko Vasa, Hasan Tahsini, Jani Vreto und Sami Frashëri angehörten, gab 1878 eine Schrift mit dem Titel Das lateinische Alphabet angepasst für die Albanische Sprache heraus. Darin wurden wichtige Grundlagen für die albanische Schreibweise festgelegt, die teilweise bis heute gültig sind.
In Konstantinopel wurde 1879 auch die Gesellschaft zum Drucken albanischer Schriften (alb. Shoqëria e të Shtypuri Shkronja Shqip) gegründet. Im Umfeld dieses Vereins erschienen seit 1884 die ersten Zeitungen auf Albanisch. Weitere Druckorte albanischer Bücher waren in jener Zeit Bukarest, wo eine große Emigrantengemeinde existierte, und verschiedene italienische Städte. Naim Frashëri verfasste in den neunziger Jahren des 19. Jahrhunderts die ersten albanischsprachigen Schulbücher.

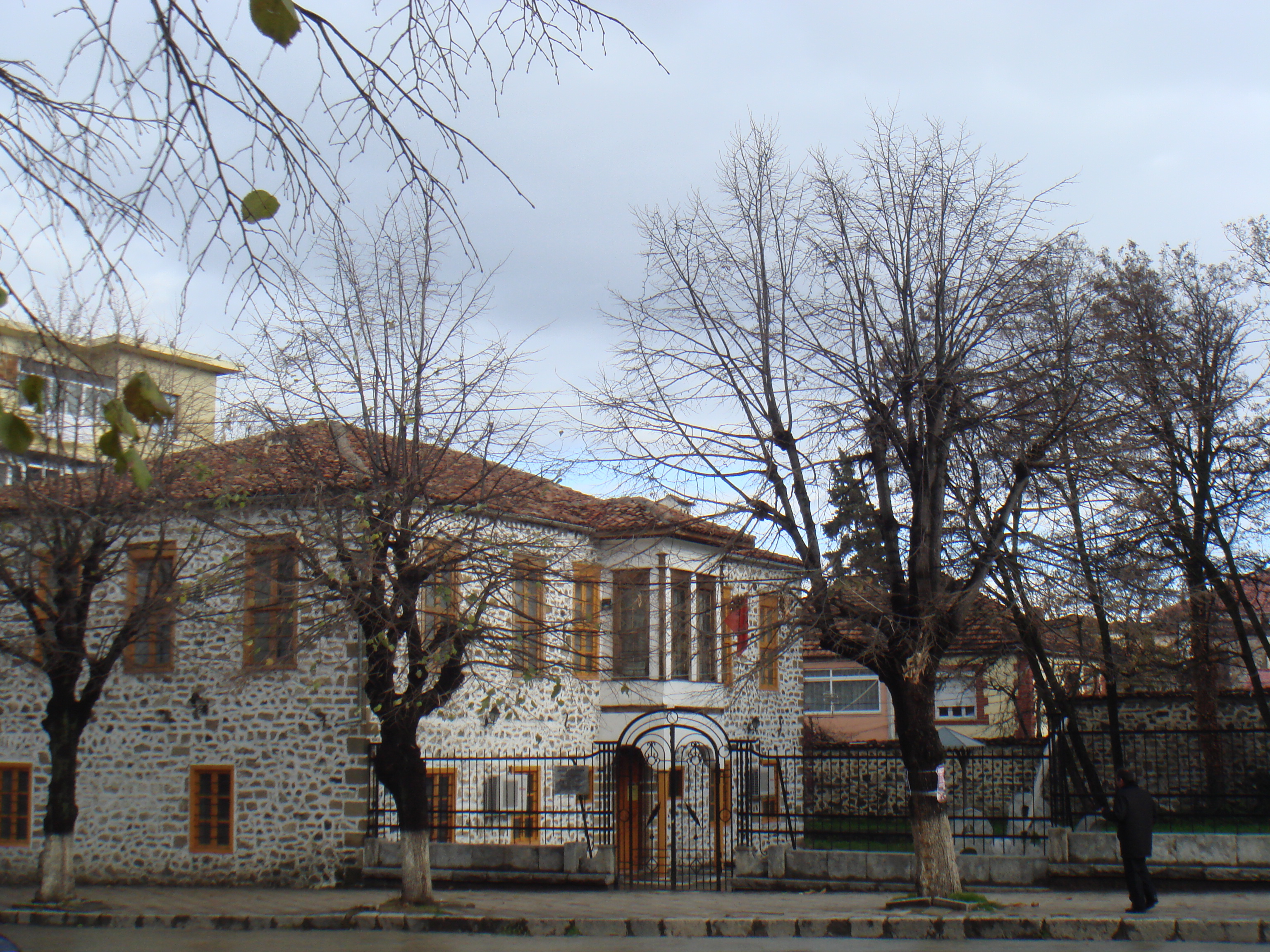
1887 eröffnete die erste Schule Albaniens, die Mësonjëtorja, in Korça ihre Türen

Obwohl die griechisch-orthodoxe Kirche dem Albanischen als Schul-, Verwaltungs- und Kirchensprache ablehnend gegenüberstand, wurde die erste albanischsprachige Schule 1887 in Korça in unmittelbarer Nähe der orthodoxen Kathedrale gegründet. Diese private Schule war auch die erste säkulare Bildungsstätte des Landes, die Schülern aller Konfessionen offen stand. Bis zur Ausrufung der Unabhängigkeit wurden landesweit kaum drei Dutzend derartiger Schulen gegründet. Albanisch wurde aber auch an den katholischen Schulen im Norden und an vielen Tekken der Bektaschi unterrichtet. Die Schulen der katholischen Orden wie auch der Bektaschi leisteten viel für die Weiterentwicklung und Verbreitung der albanischen Sprache. 1902 übernahm der Franziskanerpater und Dichter Gjergj Fishta die Leitung des Gymnasiums seines Ordens in Shkodra. Nebenbei wirkte er als Herausgeber verschiedener Zeitschriften.

### Auf dem Weg zum Nationalstaat

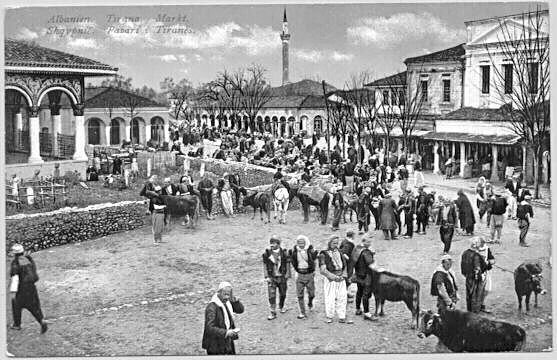
Handelstreibende im osmanischen Tirana um 1900

An der Wende vom 19. zum 20. Jahrhundert verschärfte sich die innere Krise des Osmanischen Reichs erneut. In den Balkanprovinzen herrschte praktisch Anarchie. In Albanien, im Kosovo und in Mazedonien operierten Diebesbanden verschiedener Nationalitäten, deren nationale Ziele oft nur als Vorwand für Raub und Mord dienten. Die Regierung versuchte, der Lage Herr zu werden, indem sie gewaltsam gegen die Nationalismen der Balkanvölker vorging. 1897 wurden die Führer der wieder aufgelebten Liga von Prizren (erneut forderte sie eine autonome albanische Provinz) verhaftet. Die Benutzung der albanischen Sprache und die Verbreitung albanischer Bücher wurden verboten. Von größter Bedeutung für die albanische Nationalbewegung war das 1899 anonym in Bukarest erschienene politische Manifest Shqipëria – ç’ka qenë, ç’është e ç’do të bëhet (Albanien – was es war, was es ist und was es sein wird) von Sami Frashëri. In dieser viel gelesenen Schrift wurde erstmals die Forderung erhoben, einen albanischen Nationalstaat zu errichten.
Die letzten Jahre der osmanischen Herrschaft über Albanien verliefen im Chaos und waren von Gewaltakten der Regierungstruppen und verschiedener Gruppen von Aufständischen sowie Räuberbanden überschattet. 1906 bildete sich in Manastir ein Geheimes Komitee zur Befreiung Albaniens. Ein Jahr später ermordeten albanische Terroristen den griechischen Bischof von Korça.
In diese Zeit der Wirren fiel auch die jungtürkische Revolution, die ihr Zentrum in den verbliebenen europäischen Provinzen des Osmanischen Reiches (Albanien, Mazedonien und Thrakien) hatte. Zur reformorientierten politischen Bewegung der Jungtürken gehörte auch eine Reihe Albaner. 1907 trafen sich jungtürkische Parlamentsabgeordnete in Thessaloniki und gründeten ein revolutionäres Komitee. Im Juli 1908 begann unter Führung von Enver Pascha und Talaat Pascha eine erfolgreiche Militärrevolte gegen den absolutistisch regierenden Sultan Abdülhamid II., die die Bewegung an die Regierung brachte. Die Jungtürken versuchten zu Beginn ihrer Herrschaft, eine parlamentarisch-konstitutionelle Regierung im Osmanischen Reich einzurichten, die auch die Mitbestimmungs- oder Autonomiebestrebungen christlicher und nichttürkischer islamischer Minderheiten zu berücksichtigen versuchte. Namentlich wollte man mit den organisierten Vertretern der Armenier und der Albaner kooperieren.
Während der liberalen Anfangsphase des jungtürkischen Regimes trafen sich albanische Intellektuelle aus allen Teilen des Landes im November 1908 zum Kongress von Monastir. Auf dieser Versammlung wurde endgültig beschlossen, dass die albanische Sprache fortan ausschließlich in lateinischer Schrift geschrieben werden soll. Man einigte sich außerdem auf eine streng phonetische Schreibweise mit nur zwei Sonderzeichen. Diese Regelungen sind bis heute gültig, und der Kongress von Monastir wird daher als Geburtsstunde einer modernen einheitlichen albanischen Orthographie angesehen.
Das konstitutionelle Experiment der Jungtürken scheiterte am Widerstand der alten konservativen Eliten und der allgemeinen Krise des Reichs, die auch die neue Regierung nicht in den Griff bekam. In Albanien und Mazedonien herrschten bürgerkriegsähnliche Zustände. Hier kämpften die Anhänger der jungtürkischen Regierung gegen die alten Eliten und gegen die Anhänger der Nationalbewegungen, die die Unabhängigkeit erreichen wollten, egal ob sich das Reich als reformfähig erweisen sollte oder nicht. Ende 1909 suspendierte die jungtürkische Regierung die Verfassung und das Regime wandelte sich mehr und mehr in eine Militärdiktatur. Diese setzte bald auf einen aggressiven türkischen Nationalismus als ideologische Basis für ihre Herrschaft und erneuerte den Druck auf die ethnischen Minderheiten. Damit wurde die osmanische Herrschaft bei den Albanern endgültig in Verruf gebracht. Noch vor Ausbruch des Ersten Balkankriegs 1912/13 hatte die Regierung in Istanbul auch unter den muslimischen Albanern kaum noch Anhänger.

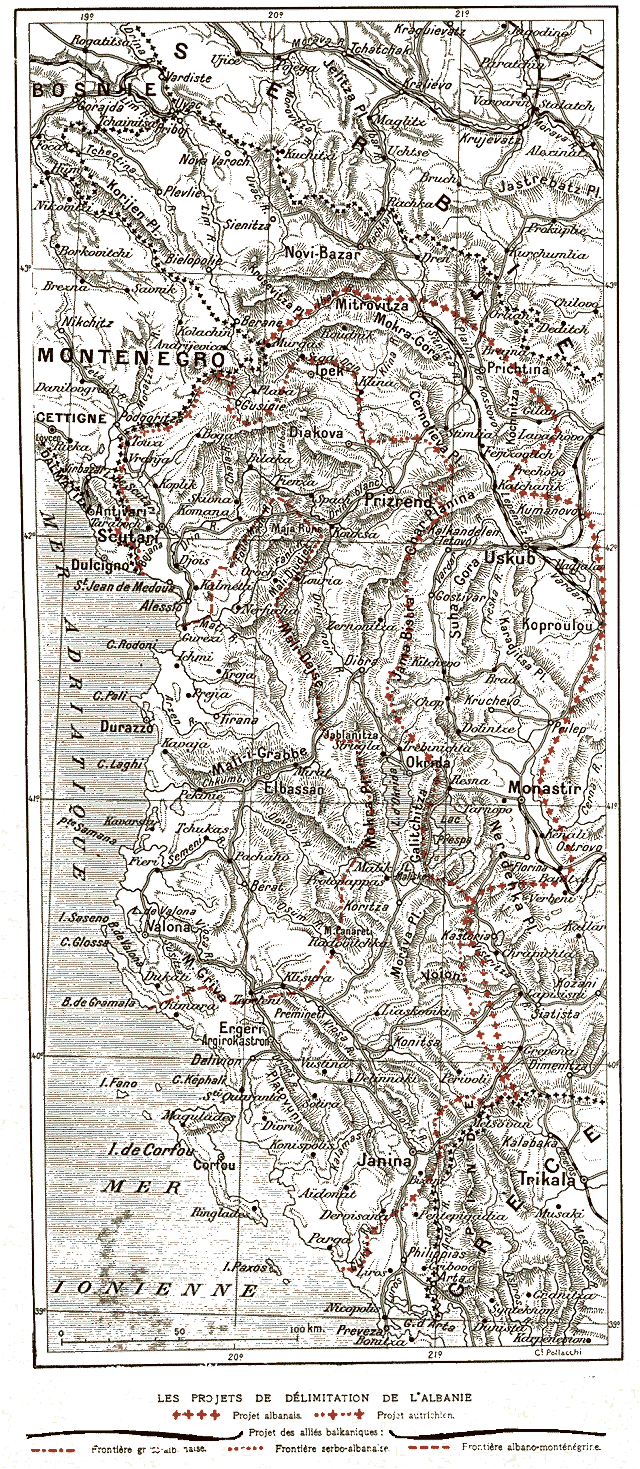
Vorschläge für die Grenzen Albaniens während des Ersten Balkankriegs

1910 brach im Kosovo ein bewaffneter Aufstand gegen die osmanische Herrschaft aus, der sich im Laufe des folgenden Jahres nach Nordalbanien ausdehnte. Die Aufständischen wollten nun die staatliche Unabhängigkeit mit Waffengewalt durchsetzen. Bald waren nur noch die größeren Städte unter Kontrolle der osmanischen Truppen. Als im Herbst 1912 der Erste Balkankrieg ausbrach, gerieten die Aufständischen in eine schwierige Lage. Hatten sie zuvor versucht, die türkischen Garnisonen im Land zu schwächen, so war es nun erforderlich, wie diese gegen den Einfall der Armeen Montenegros und Serbiens in das albanische Siedlungsgebiet zu kämpfen, um einen nationalen Einheitsstaat zu erreichen. Denn Serben, Montenegriner und Griechen planten, das albanische Siedlungsgebiet auf ihre bereits existierenden Staaten aufzuteilen. Nach kurzer Zeit jedoch hatten die Armeen dieser Staaten die Oberhand gewonnen. Ende November 1912 waren nur noch Shkodra und Ioannina in türkischer Hand; Kosovo, Teile Nordalbaniens und Mazedoniens waren serbisch beziehungsweise montenegrinisch besetzt; in Epirus standen die Griechen. In Durrës trafen serbische Verbände am 29. November 1912 ein. Nur ein relativ kleines Gebiet zwischen Elbasan im Norden und Vlora im Süden wurde von lokalen albanischen Gruppen kontrolliert.

## Unabhängigkeit

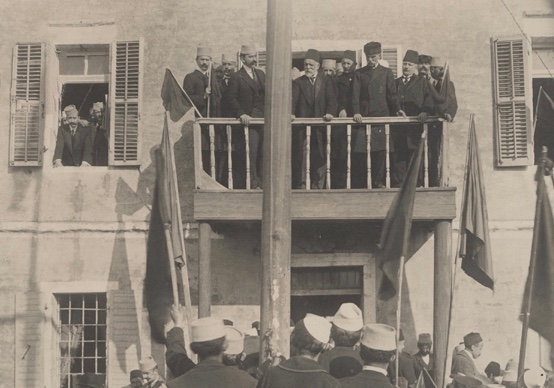
Am 28. November 1912 erklärte Ismail Qemali in der Adriastadt Vlora die Unabhängigkeit der Republik Albanien vom Osmanischen Reich

In dieser Situation entschloss sich die Führung der albanischen Nationalbewegung, die Erklärung der Unabhängigkeit nicht länger hinauszuzögern, und am 28. November 1912 rief Ismail Qemali in der südalbanischen Hafenstadt Vlora die Gründung der Republik Albanien aus. Nachdem das Osmanische Reich alle Ansprüche auf Albanien verloren hatte, wurde der Staat am 30. Mai 1913 auf der Londoner Botschafterkonferenz von den Großmächten anerkannt. Ebendort wurden auch die ungefähren Grenzen des neuen Staates festgelegt. Dabei hatten Russland und Frankreich als Verbündete von Serbien erreichen können, dass ein großer Teil des albanischen Siedlungsgebiets (Kosovo und der Nordwesten des heutigen Nordmazedonien) dem serbischen Staat zugesprochen wurde. Teile im Süden des heutigen Albanien waren unterdessen von Griechenland besetzt. Eine von den Großmächten ausgesandte Mission versuchte vor Ort, die Grenzen des neuen Staates festzulegen. Im Dezember 1913 wurden die Grenzen im Protokoll von Florenz festgeschrieben. Während ein Machtspruch der Großmächte die Montenegriner direkt zum Auszug aus Shkodra bewegte, blieben die griechischen Truppen bis Februar 1914 aber im Süden des Landes.
Die Botschafterkonferenz hatte auch beschlossen, dass Albanien ein Fürstentum sein sollte. Zum Fürsten wurde der Deutsche Wilhelm Prinz zu Wied erhoben, der dieses Amt 1914 nur für wenige Monate ausübte. Als Regierungschef wurde von ihm Turhan Pascha Përmeti gewählt. Von den Großmächten im Stich gelassen und von vielen albanischen Stammesführern und Beys abgelehnt, durch aufständische Bauern und Nachbarstaaten bedroht, konnte Wilhelm seine Herrschaft selbst in der Umgebung der damaligen Hauptstadt Durrës nicht durchsetzen. Den Griechen im Süden gewährte seine Regierung Autonomie, doch dies reichte nicht aus. Die Schaffung staatlicher Institutionen gelang nicht einmal in Ansätzen. Bei Ausbruch des Ersten Weltkrieges verließ Wilhelm das Land und kehrte nie zurück.

## Erster Weltkrieg

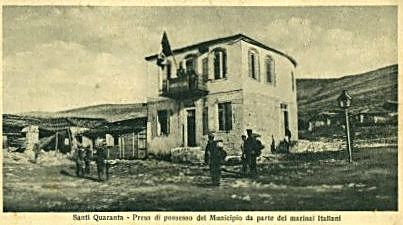
Vor allem der Süden Albaniens war vom Ersten Weltkrieg betroffen. So wurde das Rathaus von Saranda ab 1917 von den italienischen Besatzern für militärische Zwecke genutzt

Während des Krieges verschwand Albanien wieder von der politischen Landkarte. Obwohl das Land formell neutral war, besetzten verschiedene Krieg führende Mächte nach und nach das gesamte albanische Territorium. Von 1914 bis in den Herbst 1915 herrschten in weiten Teilen des Landes erneut bürgerkriegsähnliche Zustände. Einen größeren Machtbereich konnte sich Essad Pascha Toptani mit Hilfe einer Privatarmee in Mittelalbanien aufbauen. Er hatte schon gegen Wilhelm zu Wied gearbeitet, konnte sich aber auch nach dessen Rückzug keine landesweite Anerkennung erwerben. Essad Pascha verbündete sich mit Serbien gegen die Donaumonarchie, was Anfang 1916 zu seiner Vertreibung aus Albanien führte.
Als die Mittelmächte Ende 1915 Serbien eroberten, flohen die geschlagenen serbischen Truppen durch Albanien nach Griechenland. Der Norden und die Mitte des Landes waren ab 1916 von den österreichisch-ungarischen Truppen besetzt. Weil Albanien formal keine kriegsführende Macht war, setzten die Österreicher einen zivilen Verwaltungsrat unter Vorsitz des Generalkonsuls August Kral ein. Im Süden standen italienische Truppen, und der Südosten um die Stadt Korça war von den Franzosen besetzt. Die Österreicher und Franzosen versuchten in ihren Besatzungsgebieten, die albanische Bevölkerung für sich zu gewinnen. So gründeten sie einige Schulen und organisierten die Zivilverwaltung. Der Einsatz von Einheimischen in den Verwaltungsdiensten in den von Österreich besetzen Gebieten war ein wesentlicher Unterschied zu Serbien und Montenegro. Von den verschiedenen Besatzern wurden aus militärischen Gründen im ganzen Land erste weiträumige Straßenverbindungen angelegt und Feldbahnen sowie Seilbahnen errichtet, um die Truppen an der Front mit Waffen, Munition und weiteren Gütern zu versorgen. Die k.u.k. Heeresfeldbahnen in Albanien dürften eine Streckenlänge von gegen 500 Kilometern erreicht haben, die Seilbahn Lezha–Vora war 42 Kilometer lang. Das italienische Feldbahnnetz bei Vlora rund um die Ferrovia Decauville a Valona war deutlich kürzer.
Den Franzosen folgten 1918 in Korça die Griechen als Besatzer. In Shkodra und Umgebung rückten die Serben ein (die Stadt selbst wurde wenig später aber an die Franzosen übergeben), während der übrige Norden und die Mitte des Landes nach Auflösung der Donaumonarchie vorerst sich selbst überlassen blieben.
| Chronologie 1912–1939    | Chronologie 1912–1939 |
| ------------------------ | --- |
| 8. Oktober 1912          | Ausbruch des Ersten Balkankriegs |
| 28. November 1912        | Ausrufung der albanischen Unabhängigkeit in Vlora |
| 30. Mai 1913             | Internationale Anerkennung der Unabhängigkeit Albaniens durch die europäischen Großmächte                                                                   |
| 7. März 1914             | Wilhelm zu Wied trifft in Durrës ein und tritt als Fürst von Albanien die Herrschaft an                                                                     |
| 3. September 1914        | Fürst Wilhelm verlässt Albanien, Zerfall des jungen Staates aufgrund des Ersten Weltkriegs und innerer Widersprüche                                         |
| Oktober–Dezember 1915    | Flucht des geschlagenen serbischen Heeres durch Albanien nach Griechenland                                                                                  |
| Januar 1916– 1918        | Albanien ist besetzt, der Norden und die Mitte von den Österreichern, der Süden von Franzosen und Italienern                                                |
| 28.–31. Januar 1920      | Kongress von Lushnja, Bildung einer allgemein anerkannten und funktionsfähigen Regierung im Land, de facto Wiederherstellung der staatlichen Unabhängigkeit |
| 17. Dezember 1920        | Aufnahme Albaniens in den Völkerbund |
| 21. April 1921           | Die Abgeordneten des Albanischen Parlaments treten zur ersten Sitzung in der neuen Hauptstadt Tirana zusammen                                               |
| 9. November 1921         | Albanien wird erneut international als souveräne Macht anerkannt, Wiedereinführung der Grenzen von 1913                                                     |
| Dezember 1922– Juli 1924 | erste Regierung Ahmet Zogus |
| Juli 1924– Dezember 1924 | demokratische Reformregierung Fan Nolis, von Zogu durch einen Putsch gestürzt                                                                               |
| Januar 1925              | Zogu wird Präsident Albaniens |
| 27. November 1926        | Unterzeichnung des 1. Tiranapakts, leitet die zunehmende Abhängigkeit Albaniens von Italien ein                                                             |
| 1. September 1928        | Ahmet Zogu lässt sich zum König Albaniens ausrufen |
| 7. April 1939            | italienische Okkupation Albaniens, Zogu geht ins Exil |

Weil Albanien seit seiner Gründung nicht zu politischer Stabilität gefunden hatte und keine im Land allgemein anerkannte Regierung besaß, stand es in den Expansionsplänen der kriegführenden Mächte von Anfang an zur Disposition. Italien, Serbien und Griechenland beanspruchten Teile des Landes für sich. Sowohl Italien als auch Griechenland wurden 1914/15 von der Triple Entente Versprechungen auf Gebietsgewinne in Albanien gemacht, um sie zum Kriegseintritt gegen die Mittelmächte zu bewegen. Während der Pariser Friedenskonferenz, bei der Albanien nur durch eine offiziell nicht zugelassene Delegation vertreten war, wurde 1919 über die Aufteilung des Landes verhandelt. Um das zu verhindern, akzeptierte die Delegation unter Turhan Pascha Përmeti das Protektorat Italiens; das aber lehnten die Griechen ab. Andere in Paris anwesende Vertreter der Albaner, die vor allem von den Exilgemeinden in den Vereinigten Staaten und in Konstantinopel gestützt wurden, wollten die Unterwerfung durch Italien verhindern.
Mit Gleichgesinnten in Albanien organisierten sie den Kongress von Lushnja, der im Januar 1920 tagte, die Regierung Turhan Paschas absetzte und eine neue wählte. Die Regierung unter Ministerpräsident Sulejman Delvina erlangte schnell Anerkennung im Land, so dass sich noch im gleichen Jahr die Besatzungsmächte – im Falle von Italien nach militärischen Auseinandersetzungen – zurückzogen. Dezember 1920 wurde Albanien in den Völkerbund aufgenommen. Ende 1921 erhielt Albanien seine internationale Anerkennung als souveräne Macht wieder und die Territorialstreitigkeiten mit Jugoslawien und Griechenland wurden geklärt.

## Zwischenkriegszeit
Albanien war ein reines Agrarland fast ohne öffentliche Infrastruktur. In den Ebenen und Tälern dominierte Großgrundbesitz, in den Bergen kleinbäuerliche Subsistenzwirtschaft, die kaum das Lebensnotwendige abwarf. 1921 waren von 534 Schulen in Albanien 472 nur zweiklassig und es gab nur zwei weiterführende Schulen. Nach dem Ersten Weltkrieg gab es kaum 150 Kilometer befestigte Straßen und keine Eisenbahn. Telegrafenverbindungen existierten nur in den Küstenstädten.
Auch die albanische Nachkriegsgeschichte verlief chaotisch. Beys und Stammesführer stritten um die Macht und keine der schnell wechselnden Regierungen konnte sich durchsetzen. Im April 1921 wurden die ersten Parlamentswahlen abgehalten. Parteien im modernen Sinne gab es nicht, vielmehr miteinander rivalisierende Klientelverbände. Die bürgerlichen Kräfte sammelten sich um Fan Noli, ihre Parlamentsabgeordneten bildeten die so genannte Volkspartei; in der Progressiven Partei schlossen sich die Parlamentarier der Großgrundbesitzer zusammen. Beide Parteien waren aber wenig mehr als fluktuierende Parlamentsklubs ohne Massenbasis. Daneben gab es die starke Gruppe der Kosovaren um Bajram Curri, die mit den Bestrebungen, ihre Heimat aus Jugoslawien herauszulösen, dem jungen Staat große innen- und außenpolitische Probleme bereiteten. Die Dominanz der Großgrundbesitzer im politischen System führte dazu, dass der albanische Staat fast ohne Einkünfte blieb, denn die einzige wirtschaftlich potente Gruppe konnte erreichen, dass sie fast keine Steuern zahlen musste.

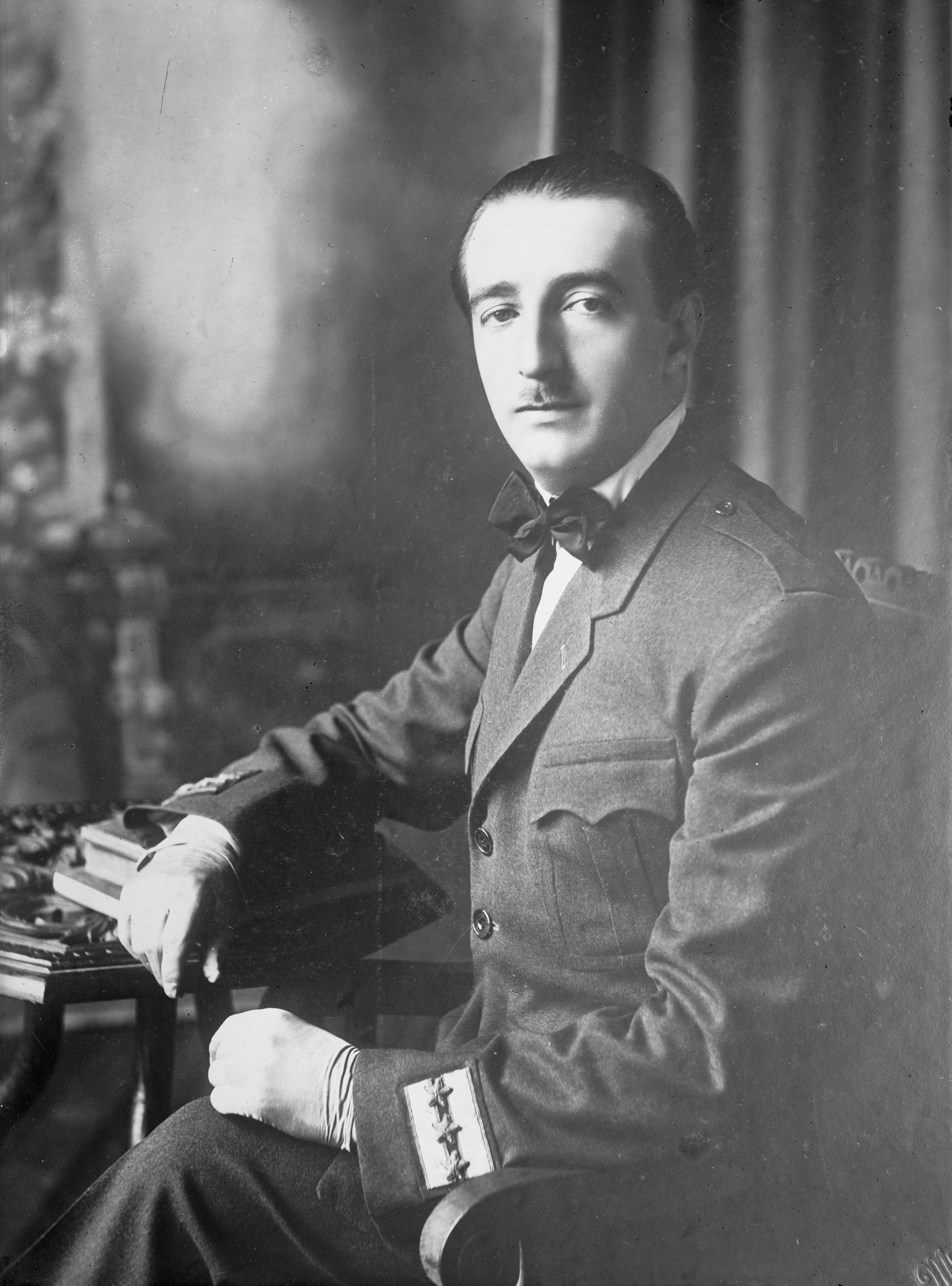
Ahmet Zogu erklärte sich 1928 zum „König der Albaner“ und blieb dies unter starkem italienischen Einfluss bis 1939

Ahmet Zogu, Stammesführer im Mati-Gebiet, wurde 1921 zum Innenminister ernannt, er sicherte sich durch Bestechung die Loyalität von Stammesführern und gewann so an Einfluss. 1923 lösten die Morde an zwei amerikanischen Touristen und an dem populären Avni Rustemi, dem Attentäter Essad Paschas, eine innenpolitische Krise aus, in deren Folge die Demokraten um den orthodoxen Bischof Fan Noli die Macht übernahmen. 1924 unternahm dieser den ersten Versuch, demokratische Verhältnisse zu schaffen. Eine Verfassung sollte ausgearbeitet, eine Landreform durchgeführt und freie Wahlen abgehalten werden. Seine Regierung konnte dieses Programm jedoch nicht gegen den Widerstand der Großgrundbesitzer durchsetzen.
Mit Unterstützung Jugoslawiens gelang es Ahmet Zogu, die Noli-Regierung im Dezember 1924 zu stürzen und eine autoritäre Herrschaft zu errichten. Die legale Regierung ging nach Italien. Albanien erhielt unter Zogu ein am Code civil ausgerichtetes bürgerliches Gesetzbuch und ein neues Strafrecht, das weitgehend dem italienischen folgte. Zogu konnte dem Staat keine zuverlässigen Geldquellen erschließen. Auch sein 1930 verabschiedetes Landreformgesetz blieb wirkungslos. Zogu orientierte sich im wirtschaftlichen Bereich an Italien, das etwa 80 Prozent des albanischen Exports abnahm. Italien ging es um einen Handelsvertrag und um Konzessionen für die Erdölförderung in Albanien, was mit britischen Interessen kollidierte. Um Kredite für Investitionen in die Infrastruktur zu bekommen, stimmte Zogu 1925 der Gründung der albanischen Staatsbank mit italienischem Kapital zu. Italien erhielt gleichzeitig die Erlaubnis, nach Öl zu suchen. Ende August 1925 schlossen Rom und Tirana ein geheimes Militärabkommen, nachdem Benito Mussolini mit einer Flottendemonstration vor der albanischen Küste entsprechenden Druck aufgebaut hatte. Albanien musste 1926 und 1927 die beiden Tiranapakte abschließen, die es in noch größere italienische Abhängigkeit brachten. Italien sandte eine Militärmission nach Albanien und übernahm praktisch den Schutz des Landes nach außen. In der Folgezeit wurden mit italienischen Krediten einige kleine Industriebetriebe aufgebaut; ein Großteil des geliehenen Kapitals wurde aber auch für den Bau des Regierungsviertels in Tirana und die Errichtung anderer Verwaltungs- und Repräsentationsbauten in den Provinzstädten ausgegeben.

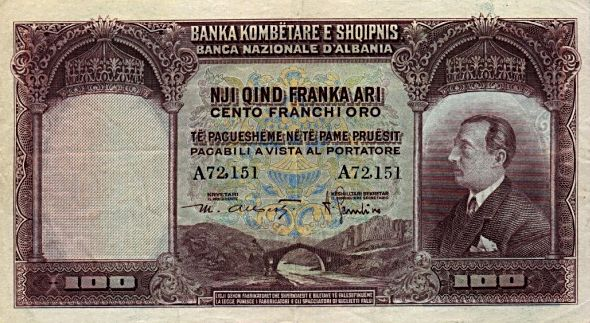
Eine der ersten albanischen Banknoten von 1926 mit dem Bildnis Ahmet Zogus

1928 ließ sich Zogu zum König der Albaner ausrufen. Der selbstbewusste Akt konnte jedoch nicht darüber hinwegtäuschen, dass seine Beziehung zu Mussolini immer drückender wurde. Für den Straßenbau führte Zogu eine Arbeitspflicht ein. Nach faschistischem Vorbild wurde eine Staatsjugend Enti Kombëtar gegründet. Die 1934 eingeführte allgemeine Schulpflicht konnte nicht durchgesetzt werden. Es fehlte an Schulgebäuden, Lehrern und Büchern.
Die Reformmaßnahmen Zogus waren wenigstens zum Teil erfolgreich. Bei einer fast hoffnungslosen Ausgangslage wurden auf vielen Gebieten Fortschritte erzielt und eine partielle Modernisierung des Landes eingeleitet. Von der heutigen historischen Forschung wird das Zogu-Regime deshalb positiver beurteilt als noch vor 20 oder 30 Jahren. Allerdings musste für diese Fortschritte ein hoher Preis gezahlt werden. Das Königreich Albanien geriet in eine nicht mehr lösbare Abhängigkeit von Mussolinis Italien. Außerdem hatte Zogu das Land in einen Polizeistaat verwandelt, jedenfalls soweit der Arm seiner Sicherheitskräfte reichte. Zogu, der mehrere Verschwörungen und Aufstandsversuche überstand, richtete zur Verfolgung seiner Gegner ein Politisches Gericht ein, das häufig die Todesstrafe verhängte. In den Gefängnissen saßen mehrere hundert politische Häftlinge ein. Auch die im Land verbreitete Korruption konnte oder wollte Zogu nicht eindämmen; ausländischen Besuchern fiel der Kontrast zwischen seinem luxuriösen Hof und der Armut im Land unangenehm auf. 1929 erhielt der König 1,5 % des Staatshaushalts (eine halbe Million Goldfranken) als jährliche Apanage, hinzu kamen Zahlungen für seine Angehörigen und für dienstlichen Aufwand, außerdem wurden ihm mehrere Staatsgüter übereignet. Die Presse wurde nach 1928 immer stärker zensiert.

## Zweiter Weltkrieg

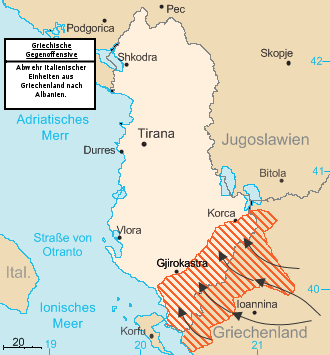
Im Herbst 1940 drängten griechische Truppen die Italiener nach Albanien zurück (Griechisch-Italienischer Krieg)

Zogu bemühte sich ab Mitte der 1930er Jahre erfolglos, Albanien aus der engen wirtschafts- und finanzpolitischen Bindung an Italien zu lösen. Als Deutschland im März 1939 die Tschechoslowakei zerschlug, verschärfte Mussolini seine expansionistische Balkanpolitik. Albanien wurde am Karfreitag, dem 7. April 1939, von italienischen Truppen besetzt. Die Albaner vermochten kaum Widerstand zu leisten. Zogu floh und Viktor Emanuel von Italien wurde in Personalunion König von Albanien. Unter der Kontrolle eines italienischen Statthalters wurde eine albanische Marionettenregierung gebildet; Ministerpräsident wurde der Großgrundbesitzer Shefqet Vërlaci. Am Vorabend des Nationalfeiertags (28. November 1939) demonstrierten eine größere Anzahl Albaner gegen die Fremdherrschaft; aus Protest streikten auch die Arbeiter einiger Betriebe in der Hauptstadt.
Am 28. Oktober 1940 bildete Albanien die Ausgangsbasis für den italienischen Überfall auf Griechenland. Dieser Feldzug wurde für Italien zum Desaster. Griechische Truppen konnten die Invasion in kurzer Zeit zurückschlagen und auf albanisches Gebiet vordringen. Sie besetzten unter anderem die Städte Saranda und Gjirokastra im äußersten Süden Albaniens. Erst mit dem Eingreifen Deutschlands auf dem Balkan im April 1941 im Zuge des Balkanfeldzuges änderte sich die Lage, als Jugoslawien und Griechenland von deutschen Truppen besetzt wurden. Das Kosovo und die Region um Ulcinj in Montenegro sowie Teile des heutigen Nordmazedonien wurden an Albanien angeschlossen. Dieses Staatsgebilde wurde Großalbanien genannt.
Der Widerstand gegen die italienische, seit September 1943 (Fall Achse) deutsche Besatzung und deren kolonialistische Ausbeutung hatte bereits 1939 begonnen. Die ersten Partisanengruppen wurden von entlassenen Polizei- und Armeeoffizieren (Abaz Kupi, Myslim Peza, Muharram Bajraktari) gebildet. Bald aber sollte die Kommunistische Partei Albaniens (KPA) zur führenden Gruppierung des Widerstands werden. Sie gründete sich zwar erst am 8. November 1941, wurde aber durch die so genannte Korça-Gruppe um Enver Hoxha straff organisiert. Welche Rolle die jugoslawische KP dabei spielte, ist umstritten. Aber spätestens 1943 waren die Beziehungen der beiden Parteien sehr eng und die albanischen Kommunisten hielten sich zumeist an die Vorgaben, die die jugoslawische KP ihnen machte. Über Tito liefen auch die wenigen Kontakte in die Sowjetunion.
Im September 1942 gelang mit der Bildung der Nationalen Befreiungsfront auf der Konferenz von Peza ein breites politisches Bündnis der meisten antifaschistischen Gruppen. Damit setzte die KPA ihren Führungsanspruch gegen die Nationalisten durch. Außerhalb der Front blieb aber die nationalalbanische antikommunistische Partisanenbewegung Balli Kombëtar.
Nach der Konferenz von Labinot im März 1943, auf der Hoxha zum Generalsekretär der KP gewählt worden war, wurden die zahlreichen Partisaneneinheiten der Befreiungsfront zur Nationalen Befreiungsarmee Albaniens zusammengefasst. Sie hatte im August bereits einen aktiven Mannschaftsstand von 10.000 Kämpfern und etwa 20.000 Reservisten. Seit dem Sommer 1943 erhielten die albanischen Partisanen gelegentlich Waffen von den Briten. Diese waren auch durch einige Verbindungsleute in Albanien präsent. Das von den Kommunisten und der Balli Kombëtar unmittelbar vor dem Zusammenbruch des faschistischen Italien geschlossene Abkommen von Mukja scheiterte an gegensätzlichen Auffassungen über die Nachkriegsordnung in Albanien. In der Folgezeit kämpften die beiden Partisanengruppierungen auch gegeneinander.

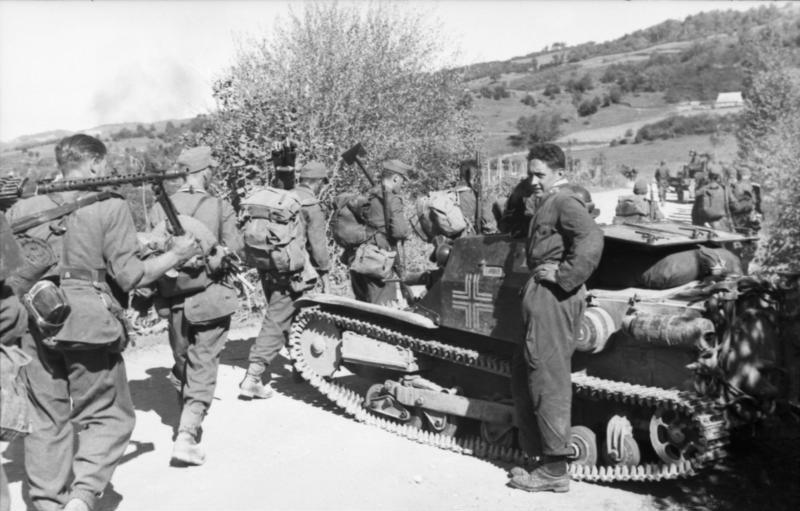
Deutsche Soldaten in Albanien

Nach der Kapitulation Italiens am 8. September 1943 besetzten Einheiten der deutschen Wehrmacht Albanien und entwaffneten die italienischen Truppen. In dem militärischen Vakuum, das vor der Ankunft der Deutschen herrschte, hatte die Nationale Befreiungsarmee in weiten Teilen des Landes die Kontrolle übernommen und Balli Kombëtar hatte ein größeres Gebiet um Vlora befreit. Zur Partisanenbekämpfung führte die Wehrmacht eine so genannte Sühnequote ein: Für jeden getöteten Deutschen sollten 100 Albaner getötet werden. In Anwendung dieser Regel wurde das Dorf Borova bei Erseka in Südalbanien von den deutschen Truppen ausgelöscht: Beim Massaker von Borova wurden über 100 Bewohner ermordet. Die harten Repressionsmaßnahmen brachten den Partisanen Zulauf, vor allem von Jugendlichen.
Während der deutschen Okkupationszeit lieferte Albanien Rohstoffe für die deutsche Kriegswirtschaft, vor allem Erdöl, Chromerz, Magnesit und Lignit. Obwohl Deutschland eine albanische Kollaborationsregierung installiert hatte, standen alle wehrwirtschaftlich interessanten Gebiete unter deutscher Kontrolle. Die albanische Regierung war kaum in der Lage, die Verwaltung des Landes aufrechtzuerhalten, zudem fehlten ihr loyale kampfbereite Truppen zur Bekämpfung von Partisanen.
Bereits am 24. Mai 1944 hatte die Befreiungsfront auf dem Kongress von Përmet eine provisorische Regierung unter Führung der Kommunisten gebildet. Im August 1944 waren nach Unterlagen der Wehrmacht drei Partisanendivisionen mit regionalen Schwerpunkten im südlichen Bergland sowie zwischen Peshkopia und Kukës im Nordosten aktiv. Am 2. Oktober 1944 übernahm die Wehrmacht die volle Kontrolle im Land, um den Rückzug ihrer Einheiten aus Griechenland zu sichern.

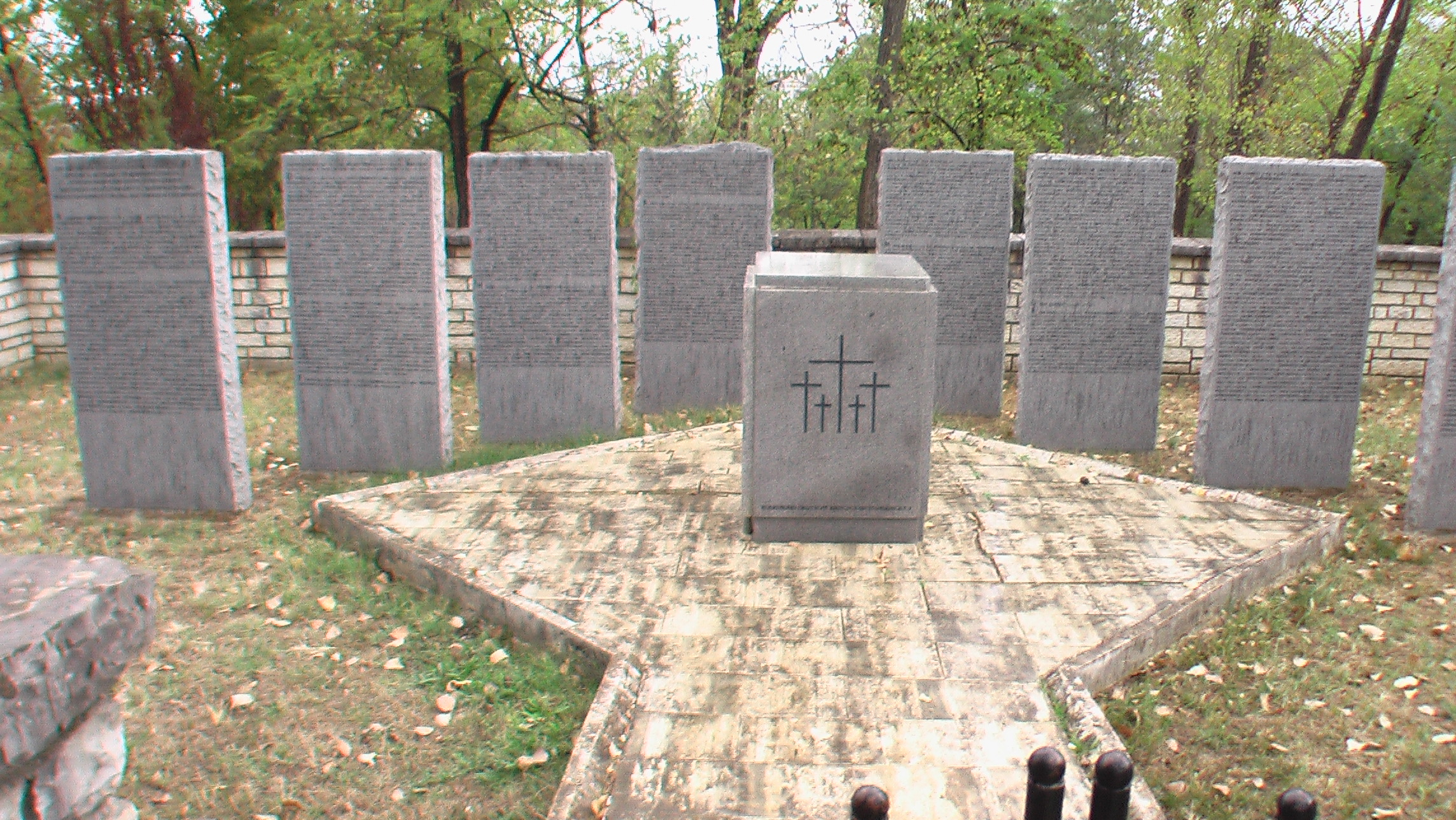
Deutscher Soldatenfriedhof des Volksbunds Deutsche Kriegsgräberfürsorge in Tirana

Wie in Jugoslawien gelang es der Nationalen Befreiungsarmee, ihr Land ohne die Hilfe alliierter Truppen zu befreien, als sich die deutschen Armeen wegen der dramatischen Lageveränderung im Süden der deutsch-sowjetischen Front aus Griechenland und vom Balkan zurückziehen mussten, um nicht eingekesselt zu werden. Bei ihrem Rückzug zerstörte die Wehrmacht Häfen und Brücken (wie die bedeutende Ura e Zogut), um Landungen der Alliierten zu erschweren und das Nachdrängen der Befreiungsarmee zu verhindern oder zu verlangsamen. Mit dem Abzug der Wehrmacht aus Shkodra am 29. November 1944 war schließlich ganz Albanien befreit.
Der Krieg kostete nach Angaben der Nothilfe- und Wiederaufbauverwaltung der Vereinten Nationen rund 30.000 Albaner das Leben. Dem Partisanenkampf wurde in den folgen Jahrzehnten unter kommunistischer Herrschaft eine große Bedeutung zugemessen; im ganzen Land wurden kleine und große Monumente errichtet zum Gedenken an Helden des Widerstandes.
Bemerkenswert ist, dass Juden in Albanien nicht vom Holocaust betroffen waren. Die italienische Besatzungsmacht verfolgte die kleine jüdische Minderheit von etwa 120 Personen nicht. In den ersten Jahren des Krieges flohen mehrere hundert Juden aus anderen Teilen Europas nach Albanien. Die Auslieferung der einheimischen Juden und zugewanderten Gäste an die Deutschen (Besatzungsmacht seit 1943) wurde von der Regierung schleppend behandelt und von der Bevölkerung verweigert. Albanische Familien versteckten die Juden vor den Besatzern. So kam es, dass Albanien 1945 eines der wenigen europäischen Länder war, in dem mehr Juden lebten als vor dem Krieg. Kein Jude aus dem albanischen Kerngebiet wurde deportiert. Nur im Kosovo, das während des Krieges zu Albanien gehörte, kam es zu Deportationen und Verfolgung, an der auch die SS-Division Skanderbeg, der vorwiegend muslimische Kosovaren angehörten, beteiligt war. Die ausländischen Juden und auch rund 100 jüdische Albaner verließen 1944/45 das Land. 1991 emigrierten rund 300 Juden, Angehörige und Nachfahren, nach Israel. Nur wenige, die in nicht-jüdische Familien geheiratet hatten und ihre Heimat nicht verlassen wollten, blieben in Albanien.

## Sozialistische Volksrepublik Albanien

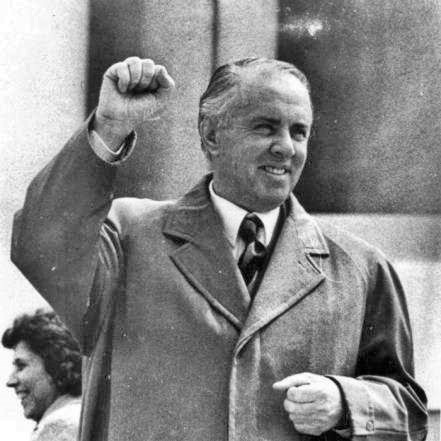
Diktator Enver Hoxha gilt als wichtigste politische Figur des Albanien der Nachkriegszeit

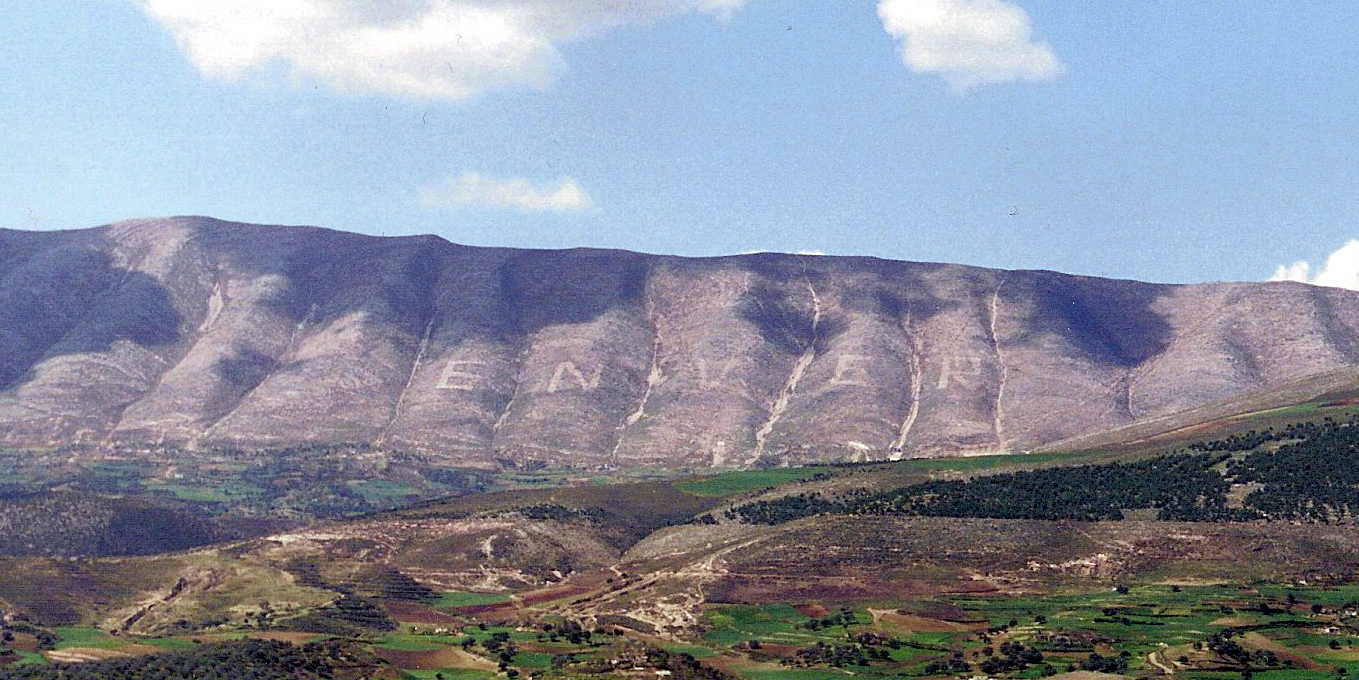
Berg Shpiragu in Südalbanien mit einer Propaganda-Inschrift für Enver Hoxha

### Anlehnung an Jugoslawien (1944–1948)
1944 kam es zur Übernahme der Macht durch die Kommunisten unter Führung von Enver Hoxha. In den Folgejahren wurde in Albanien unter Ausschaltung jeglicher Opposition eine kommunistische Einparteienherrschaft etabliert. Unmittelbar nach Kriegsende bildete Hoxha aus besonders zuverlässigen Partisanen die albanische Geheimpolizei Sigurimi (Sicherheit) als sein schlagkräftigstes Machtinstrument, dem im Laufe der nächsten 40 Jahre zehntausende Menschen zum Opfer fielen. Viele ehemalige Partisanen, die keine Kommunisten waren, wurden als erste ermordet. So konnte die albanische KP erfolgreich den Mythos etablieren, dass sie den antifaschistischen Befreiungskampf fast allein geführt habe. Daraus leitete die Parteiführung ihren absoluten Herrschaftsanspruch ab.
Als Winston Churchill und Stalin auf der Konferenz von Jalta im Februar 1945 den Balkan in Einflusszonen unter sich aufteilten, bezogen sie Albanien nicht mit ein. Der Teilungsplan wurde ohnehin nur zum Teil Wirklichkeit. Für Albanien war die diesbezügliche Entwicklung in seinen beiden Nachbarländern von Bedeutung: In Griechenland konnte sich der westliche Einfluss erst nach einem langen Bürgerkrieg durchsetzen; über Jugoslawien konnten weder die Sowjetunion noch die Westmächte die Kontrolle erringen. Der Staat Titos wurde unmittelbar nach der Befreiung (Ende 1944) zum engsten Verbündeten Albaniens, wobei dessen Führung darauf hinarbeitete, den kleinen Nachbarn schließlich in die jugoslawische Bundesrepublik zu integrieren.
Das Kosovo wurde nach dem Kriegsende wieder mit Jugoslawien vereinigt, wie es die jugoslawischen und albanischen Kommunisten schon während des Krieges vereinbart hatten. Im Januar 1945 schlossen beide Staaten darüber einen Vertrag. Unmittelbar danach war Jugoslawien das erste Land, das die provisorische Regierung in Tirana diplomatisch anerkannte. Die UdSSR und die USA folgten diesem Schritt erst im Dezember 1945, während Großbritannien die Anerkennung verweigerte und die albanischen Guthaben bei der Bank of England einfror, weil die Regierung in Tirana die Kommunisten im Griechischen Bürgerkrieg unterstützte.
Eine der ersten einschneidenden Maßnahmen der neuen Machthaber war im Sommer 1945 die Bodenreform. Der Großgrundbesitz wurde entschädigungslos an landlose Bauern aufgeteilt. Diese Maßnahme sicherte den Kommunisten die Anerkennung großer Teile der ländlichen Bevölkerung. Vor allem in der Mitte und im Süden Albaniens, wo das Land fast zu 100 Prozent in den Händen der Beys gewesen war, wurden die Kommunisten sehr populär. Das ist einer der beiden Gründe, dass die südalbanischen Tosken dem neuen Regime gegenüber positiver eingestellt waren als die Gegen im Norden. Der zweite Grund war, dass sich die kommunistische Elite mehrheitlich aus den südalbanischen Städten (Gjirokastra, Korça, Vlora und andere) rekrutierte, was mit den persönlichen Beziehungen Hoxhas zusammenhing. Auch im innerparteilichen Machtgefüge der KP spielten traditionelle Clanstrukturen eine große Rolle.
Am 2. Dezember 1945 fanden Parlamentswahlen statt, aus denen die KP als Sieger hervorging. Die wenigen Abgeordneten anderer Parteien wurden noch vor Ablauf der ersten Legislaturperiode ermordet. In der Anfang 1946 gebildeten kommunistischen Regierung war Enver Hoxha gleichzeitig Premier-, Außen- und Verteidigungsminister, daneben auch Oberkommandierender der Streitkräfte und Generalsekretär der KP. Damit war nicht nur das kommunistische Regime, sondern auch die persönliche Herrschaft Hoxhas konsolidiert. Durch die Verfassung von 1946 wurden alle nichtkommunistischen Parteien und Vereinigungen verboten.
Im Juli 1946 unterzeichneten Jugoslawien und Albanien einen Freundschaftsvertrag, dem eine ganze Reihe von Verträgen zur technischen und wirtschaftlichen Zusammenarbeit folgten, die die Grundlage für die Integration Albaniens in den jugoslawischen Wirtschaftsraum bildeten. Die Wirtschaftspläne, Preissysteme und die Währungen wurden aufeinander abgestimmt. Die Beziehungen waren so eng, dass Serbokroatisch Schulfach wurde, weil junge Albaner später an jugoslawischen Universitäten studieren sollten. Im November 1946 wurde eine Währungsunion geschlossen, die den albanischen Lek im Verhältnis 1:1 an den jugoslawischen Dinar band. Im selben Jahr verhandelten Tito und der bulgarische Regierungschef Georgi Dimitrow über die Bildung einer Balkanföderation, der auch Albanien angehören sollte.
Jugoslawische Berater wurden in die albanische Armee, in die Ministerien und in zahlreiche Behörden und Betriebe entsandt. Das hungernde Land erhielt auch eine Soforthilfe in Form von 20.000 Tonnen Getreide aus Jugoslawien. Abgesehen von 26,3 Millionen Dollar der Nothilfe- und Wiederaufbauverwaltung der Vereinten Nationen unmittelbar nach dem Krieg war Albanien ganz auf die Unterstützung Jugoslawiens angewiesen. Die Tito-Regierung betrachtete ihre Hilfe als Investition in die eigene Zukunft, sollte doch der Anschluss Albaniens bald erfolgen. Gemeinsame Firmen in den Bereichen Bergbau, Eisenbahnbau, Öl und Energie sowie Außenhandel wurden gegründet. Das Telefonnetz Albaniens wurde mit dem jugoslawischen verbunden.
Bald jedoch kam es zu Missstimmungen zwischen den beiden Regierungen, weil die albanische Seite die verarbeitenden Industrien entwickeln wollte, während die Jugoslawen in Albanien vor allem einen Rohstofflieferanten und Agrarproduzenten sahen. Innerhalb der albanischen KP-Führung kam es deshalb zum Richtungsstreit, in dem sich vorläufig die projugoslawische Fraktion um Koçi Xoxe durchsetzte. Im Laufe des Jahres 1947 gab es eine regelrechte Säuberungswelle gegen die tatsächlichen oder vermeintlichen Anti-Jugoslawen in der Partei. Unter anderem wurden im Mai 1947 neun Parlamentsabgeordnete deswegen zu hohen Haftstrafen verurteilt. Das Zentralkomitee der jugoslawischen KP kritisierte den albanischen Parteichef Enver Hoxha einen Monat später heftig wegen seiner eigensinnigen Politik. Mit hohen Krediten, die mehr als die Hälfte des albanischen Staatsetats ausmachten, „kauften“ sich die Jugoslawen in Tirana die Unterstützung für ihre Politik. Als Nako Spiru, Chef der albanischen Plankommission, trotzdem einen Wirtschaftsplan vorlegte, der dem Land mehr Unabhängigkeit bringen sollte, intervenierte Belgrad sofort. Spiru wurde daraufhin von der albanischen Führung scharf kritisiert und geriet derart unter Druck, dass er schließlich Selbstmord beging, was zumindest seine Gegner so behaupteten.
| Chronologie 1944–1990 | Chronologie 1944–1990                                                                                   |
| --------------------- | --- |
| 24. Mai 1944          | Bildung einer provisorischen Regierung unter Führung der Kommunisten in Përmet                          |
| 20. November 1944     | Die albanischen Partisanen marschieren in Tirana ein                                                    |
| 29. November 1944     | Die Wehrmacht räumt Shkodra, ganz Albanien ist befreit                                                  |
| Januar 1945           | Ein jugoslawisch-albanischer Vertrag besiegelt formal die Rückgabe Kosovos an Jugoslawien               |
| 2. Dezember 1945      | gelenkte Parlamentswahlen, überwältigender Sieg der Kommunisten                                         |
| 11. Januar 1946       | Ausrufung der Volksrepublik, sozialistische Verfassung, Verbot aller nichtkommunistischen Vereinigungen |
| Juli 1946             | Jugoslawisch-Albanischer Freundschaftsvertrag                                                           |
| 29. Juni 1948         | Albanien bricht mit Jugoslawien und verbündet sich mit der Sowjetunion                                  |
| Februar 1949          | Albanien wird Mitglied des Rates für gegenseitige Wirtschaftshilfe                                      |
| 14. Mai 1955          | Albanien ist Gründungsmitglied des Warschauer Pakts                                                     |
| Oktober 1957          | Gründung der Universität Tirana                                                                         |
| Juni 1959             | Nikita Chruschtschow besucht Albanien                                                                   |
| 16. November 1960     | Hoxha kritisiert Chruschtschows Reformen                                                                |
| 1961                  | Bündnis mit der Volksrepublik China (bis 1978)                                                          |
| 3. Dezember 1961      | Die UdSSR bricht die diplomatischen Beziehungen zu Albanien ab                                          |
| 1967                  | Totales Religionsverbot, Albanien offiziell erster atheistischer Staat der Welt                         |
| 13. September 1968    | Albanien verlässt den Warschauer Pakt                                                                   |
| 28. Dezember 1976     | Neue Verfassung, die u. a. Auslandsschulden verbietet                                                   |
| 18. Dezember 1981     | Rätselhafter Tod des Ministerpräsidenten Mehmet Shehu; vermutlich ließ Hoxha ihn ermorden               |
| 11. April 1985        | Tod Enver Hoxhas, Nachfolger wird Ramiz Alia                                                            |
| Januar 1990           | Erste antikommunistische Demonstrationen in Shkodra                                                     |

Zu westlichen Staaten unterhielt Albanien kaum Beziehungen. Die Gespräche über die Aufnahme von diplomatischen Beziehungen mit Großbritannien wurden abgebrochen, als es infolge des Korfu-Kanal-Zwischenfalls 1946 zu Unstimmigkeiten zwischen den beiden Staaten gekommen war.
Die US-amerikanische CIA und der britische MI6 führten im Rahmen der Operation Valuable, auch bekannt als „Albanian subversion“ (deutsch: Subversion Albaniens) unter Verwendung von Anhängern des ehemaligen Königs Ahmet Zogu in den Jahren 1947 bis 1951 einige Kommandoaktionen durch, die einen Aufstand gegen das kommunistische Regime auslösen sollten. Diese Aktionen scheiterten jedes Mal kläglich, weil der bei den Briten arbeitende Doppelagent Kim Philby sie an die Sowjetunion, mit der Albanien seit 1948 verbündet war, verriet. Die an der Küste oder im Hinterland gelandeten Geheimagenten und „Zogisten“ wurden stets nach kurzer Zeit vom Sigurimi aufgegriffen.
Mit Griechenland herrschte bis in die 1980er Jahre auf dem Papier noch Kriegszustand. Wegen der Rolle der albanischen Kommunisten im griechischen Bürgerkrieg wollten beide Länder lange Zeit nicht über einen Vertrag über die Beendigung des Zweiten Weltkriegs verhandeln.
Albanien wurde von den anderen kommunistischen Parteien und Regierungen nur mehr als Satellit Jugoslawiens gesehen. Die albanische KP erhielt deshalb im September 1947 keine Einladung zur Gründungsversammlung der Kominform, sondern wurde von Titos Partei vertreten. Milovan Đilas berichtete, dass die Jugoslawen zu dieser Zeit die Zustimmung Josef Stalins hatten, Albanien zu „schlucken“ (M. Đilas: Gespräche mit Stalin, 1962). Der pro-jugoslawische Kurs in der albanischen KP erreichte im Frühjahr 1948 seinen Höhepunkt. Während einer Sitzung des Politbüros im April schlug Koçi Xoxe vor, Belgrad um die Aufnahme Albaniens in die jugoslawische Bundesrepublik zu bitten.

### Anlehnung an die Sowjetunion (1948–1961)
Als das Kominform die jugoslawische KP am 28. Juni 1948 wegen ideologischer Differenzen ausschloss, vollzog die albanische Führung eine radikale Änderung ihrer Beziehungen zu Jugoslawien. Tito und seine Genossen galten ab sofort als Feinde Albaniens. Am 1. Juli wurden alle jugoslawischen Berater mit einer Frist von 48 Stunden des Landes verwiesen, alle bilateralen Abkommen mit dem Nachbarland gekündigt und die Grenzen geschlossen.
Die rund 40 Jahre andauernde hermetische Abriegelung riss zahlreiche Familien diesseits und jenseits der Grenzen auseinander. Betroffen waren davon nicht nur die Albaner im Kosovo und ihre Verwandten in Nordalbanien, auch die Angehörigen der mazedonischen Minderheit in den Regionen Dibra, Golloborda und Prespa waren über Nacht von ihren Angehörigen in Mazedonien abgeschnitten. Anders als an der innerdeutschen Grenze nach 1961 wurden bis 1990 keinerlei Reisegenehmigungen aus familiären Gründen erteilt. Nur in den 1970er Jahren gab es einige Kontakte zwischen Wissenschaftlern aus Kosovo und Albanien. Für alle anderen blieb die Grenze geschlossen.
Vom Sommer 1948 an wurden die albanischen Kommunisten Gefolgsleute der stalinistischen Sowjetunion. Enver Hoxha, der den radikalen Bündniswechsel eingeleitet hatte, nutzte die neue Lage, um den Parteiapparat erneut von Machtkonkurrenten und Widersachern zu säubern. Zahlreiche Funktionäre wurden als tatsächliche oder vermeintliche Titoisten angeklagt, verurteilt und inhaftiert oder exekutiert. Neben vielen anderen fielen dem Terror 14 Mitglieder des Zentralkomitees und 32 Parlamentsabgeordnete zum Opfer. Prominentestes Opfer dieser Säuberungswelle war der frühere Innenminister Koçi Xoxe, der nach einem Geheimprozess im Mai 1949 exekutiert wurde. 25 % aller Mitglieder wurden wegen Titoismus aus der Partei ausgeschlossen.
Der auf Jugoslawien ausgerichtete erste Fünfjahresplan wurde suspendiert und durch einen Zweijahresplan ersetzt, der die Umstellung auf den neuen Partner einleitete. An die Stelle der jugoslawischen trat nun die sowjetische Wirtschaftshilfe und sowjetische Berater kamen ins Land. Bald wurden auch die ersten albanischen Studenten in die Sowjetunion geschickt. Im Februar 1949 trat Albanien dem Rat für gegenseitige Wirtschaftshilfe (RGW) bei, und im Mai 1955 gehörte der Balkanstaat zu den Unterzeichnern des Warschauer Pakts. Trotz der engen Anlehnung an Josef Stalin war das neue Bündnis für die albanische Selbstständigkeit günstiger, denn es gab keine direkten Grenzen zum sowjetischen Machtbereich.
In wirtschaftlicher Hinsicht waren die 1950er und 1960er Jahre die erfolgreichste Phase des kommunistischen Regimes. Mit sowjetischer Hilfe wurden zahlreiche Industriebetriebe errichtet und Wasserkraftwerke gebaut, die den Strombedarf des Landes deckten; der 1947 begonnene Eisenbahnbau wurde forciert. Im Wesentlichen erfolgten alle bedeutenden Investitionen in die Infrastruktur in dieser Zeit. Die Erträge der Landwirtschaft konnten gesteigert werden. Entscheidend war dabei weniger der Einsatz moderner Agrartechnik als die Vergrößerung der Anbaufläche durch die Trockenlegung von Sümpfen im Tiefland und den Aufbau von Bewässerungssystemen. Innerhalb kurzer Zeit erfolgte ab 1948 die Kollektivierung der Landwirtschaft. Obwohl die albanische Bevölkerung schnell wuchs, konnten in den 1960er und 1970er Jahren ausreichend Lebensmittel produziert werden. (Noch 1955 war man auf umfangreiche Getreidelieferungen aus der Sowjetunion angewiesen gewesen.) 1968 wurde die Kollektivierung der Landwirtschaft abgeschlossen. Die traditionellen Großfamilienverbände im Norden, die auch wirtschaftliche Einheiten gebildet hatten, wurden dabei zerschlagen.

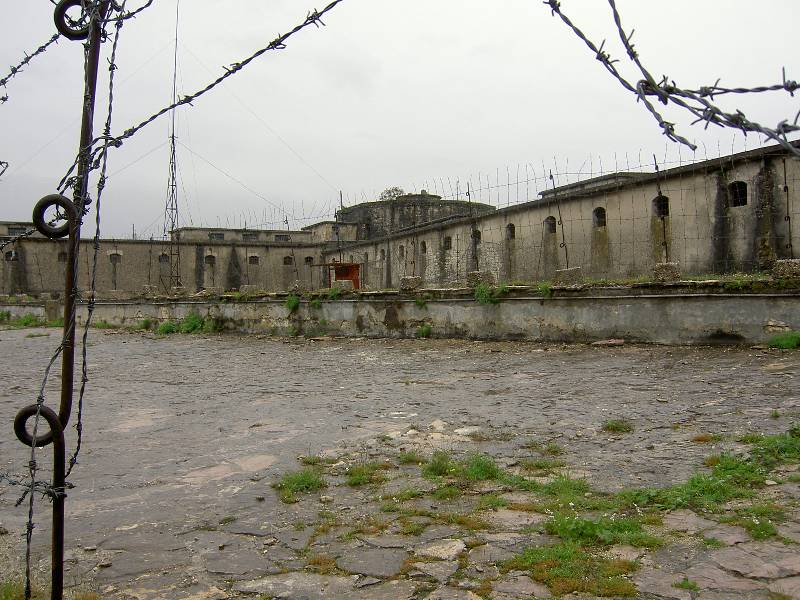
Ehemaliges politisches Gefängnis in Gjirokastra

Kulturell bedeutete die kommunistische Herrschaft einen gewaltigen Modernisierungsschub, der die albanische Gesellschaft nachhaltig veränderte. Den Kommunisten gelang es, ein flächendeckendes Schulsystem einzurichten. Konnten bei Kriegsende noch immer fast 80 Prozent der Albaner nicht lesen und schreiben, so war Analphabetismus in den 1980er Jahren ein Phänomen, das nur noch in der alten Generation zu finden war. 1957 wurde die Universität Tirana gegründet. Damit gab es erstmals die Möglichkeit, Akademiker im Land selbst auszubilden. Damit einher ging auch die Gründung von wissenschaftlichen Publikationsorganen. Für die Kommunisten war das Bildungswesen natürlich auch das wichtigste Mittel zur ideologischen Indoktrination der Bevölkerung. Deshalb sicherten sie sich frühzeitig das Bildungsmonopol: 1948 wurden die katholischen Schulen geschlossen. Viele ihrer Lehrer verschwanden auf immer in Lagern und Gefängnissen.
An die literarischen Traditionen der Vorkriegszeit wurde nur selektiv angeknüpft. Alle religiösen Schriftsteller waren verboten, von anderen fortschrittlicheren Literaten wurden nur bestimmte missliebige Werke nicht mehr gedruckt oder aufgeführt. Das System der politischen Zensur war insgesamt sehr sprunghaft und kaum zu durchschauen. Was heute noch erlaubt war, konnte morgen schon verboten sein. Diese Ungewissheit und die daraus resultierende Angst der Intellektuellen war ein wichtiges Herrschaftsinstrument der Partei. Insgesamt war die kulturelle Modernisierung Albaniens unter den Kommunisten ein zweischneidiges Schwert. Tatsächlich stieg der Bildungsstand der Albaner, gleichzeitig blieb das Volk wegen der zunehmenden Selbstisolation Albaniens von den geistigen Entwicklungen im Rest der Welt (auch des sozialistischen Teils) abgeschnitten. Einerseits wurden unter den Kommunisten bedeutende kulturelle Leistungen erbracht (Errichtung von Hochschulen und kulturellen Einrichtungen), andererseits wurden Zeugnisse älterer Kulturepochen zerstört, insbesondere sakrale Kunst, Kirchen- und Moscheebauten.
Die schon bei Kriegsende begonnene Verfolgung der Religionen erreichte 1967 ihren Höhepunkt: Albanien wurde zum atheistischen Staat erklärt und Muslimen wie Christen jegliche Religionsausübung verboten. Kirchen und Moscheen wurden in Lagerhäuser, Kinos, Sporthallen usw. umgewandelt. Schon vor 1967 waren viele Geistliche exekutiert oder eingesperrt worden, die übrigen wurden spätestens jetzt ins Gefängnis gesteckt. Nur wenige erlebten den Sturz des kommunistischen Regimes 23 Jahre später.
Das kommunistische Regime setzte sich für die Gleichberechtigung der Frau ein. Der Anteil von Frauen in Politik und Verwaltung stieg an. Die Frauen erreichten in den 1970er Jahren ein ähnlich hohes Bildungsniveau und konnten ihre Berufe in den Grenzen, die die Partei setzte, so frei wählen wie die Männer. Trotzdem blieben in vielen Familien patriarchalische Wertvorstellungen und Verhaltensmuster erhalten, was für die Frauen eine doppelte Belastung bedeutete. Sie mussten ihre Pflichten im Beruf erfüllen und sich zu Hause den Weisungen des Familienoberhaupts fügen. Die führenden Positionen in Partei und Staat blieben in Männerhand. Familiäre Beziehungen hatten auch unter den Kommunisten große Bedeutung: 1962 waren unter den 61 ZK-Mitgliedern fünf Ehepaare, und 20 weitere Mitglieder waren miteinander verschwägert.
Während Stalins Nachfolger Nikita Chruschtschow 1956 Reformen in Partei und Staat initiierte (siehe Tauwetter-Periode), die zu einer Lockerung im kommunistischen Herrschaftssystem der Sowjetunion führten, blieb Enver Hoxha beim alten stalinistischen Kurs. Davon konnte sich Chruschtschow bei seinem Albanienbesuch 1959 selbst überzeugen. Seine Mahnungen, Reformen einzuleiten, verhallten ungehört. Insbesondere verübelte Hoxha ihm, dass er versuchte, sich mit Tito auszusöhnen. Ebenso wenig wollte Hoxha der Sowjetunion Militärstützpunkte an der Mittelmeerküste überlassen, was Chruschtschow von ihm gefordert hatte, und er hielt auch nichts davon, Albanien zu einem Ferienparadies für Werktätige aus dem gesamten RGW zu entwickeln, wie Chruschtschow es vorgeschlagen hatte. (Tatsächlich hatten Ende der 1950er Jahre unter anderem staatliche Reisebüros der DDR Reisen an die albanische Küste im Angebot.)
Im November 1960 kritisierte Hoxha bei einem Besuch in Moskau offen den sowjetischen Kurs. 1961 brach Albanien mit der Sowjetunion und die UdSSR brach im Dezember 1961 die diplomatischen Beziehungen zu Albanien ab. Die Studenten wurden aus der Sowjetunion zurückgerufen und die gemeinsamen Projekte zur Entwicklung der albanischen Industrie wurden abgebrochen. Insofern glich die Situation der von 1948, als man sich von Jugoslawien absetzte. Wiederum mussten sich die Albaner in kurzer Frist ideologisch neu orientieren. Die Sowjetunion galt nun als revisionistisches Regime, dessen Imperialismus ebenso zu verurteilen sei wie der US-amerikanische. Letzterer spielte obendrein eine führende Rolle bei der Subversion Albaniens durch den Westen. Beim Bruch mit der Sowjetunion spielte auch das chinesisch-sowjetische Zerwürfnis eine Rolle.

### Anlehnung an die Volksrepublik China (1968–1978)

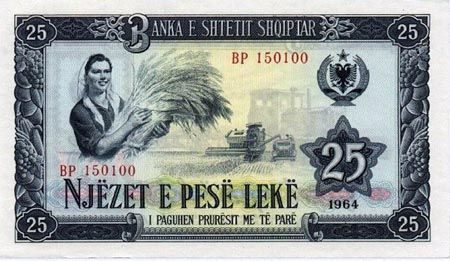
Landarbeiterin und Mähdrescher auf einer Banknote aus den 1960er Jahren

1968 erfolgte der endgültige Austritt aus dem RGW und dem Warschauer Pakt, nachdem dieser anlässlich des Prager Frühlings in die Tschechoslowakei einmarschiert war. Wie 1948 brach eine Säuberungswelle über die Partei der Arbeit herein, durch die erneut viele Kader ins Gefängnis kamen. In den folgenden Jahren lehnte man sich eng an das maoistische China an. Das Bündnis mit den Chinesen konnte den Ausfall der Wirtschaftshilfe aus den RGW-Ländern aber nicht im Entferntesten kompensieren. Aus Mangel an Fachkräften und weil die Ersatzteile für russische Maschinen fehlten, setzte in den 1970er Jahren der Verfall der albanischen Industrie ein. Hinzu kam, dass Fehlinvestitionen wie zum Beispiel in das gigantische Stahlwerk von Elbasan den Staatshaushalt stark belasteten. Was den Anteil der Beschäftigten in den verschiedenen Wirtschaftszweigen angeht, blieb Albanien ein Agrarstaat. Auch in den 1980er Jahren arbeiteten zwei Drittel der Werktätigen in der Landwirtschaft. Im letzten Jahrzehnt vor der Wende konnte die Nahrungsmittelerzeugung den wachsenden Bedarf nicht mehr decken. Die meisten Grundnahrungsmittel wurden rationiert. Aus ideologischen Gründen waren den Bauern jegliche Privatgeschäfte streng verboten. Selbst Kleinvieh durfte nicht mehr zu Hause gehalten werden.

### Albanischer Alleingang (1978–1990)

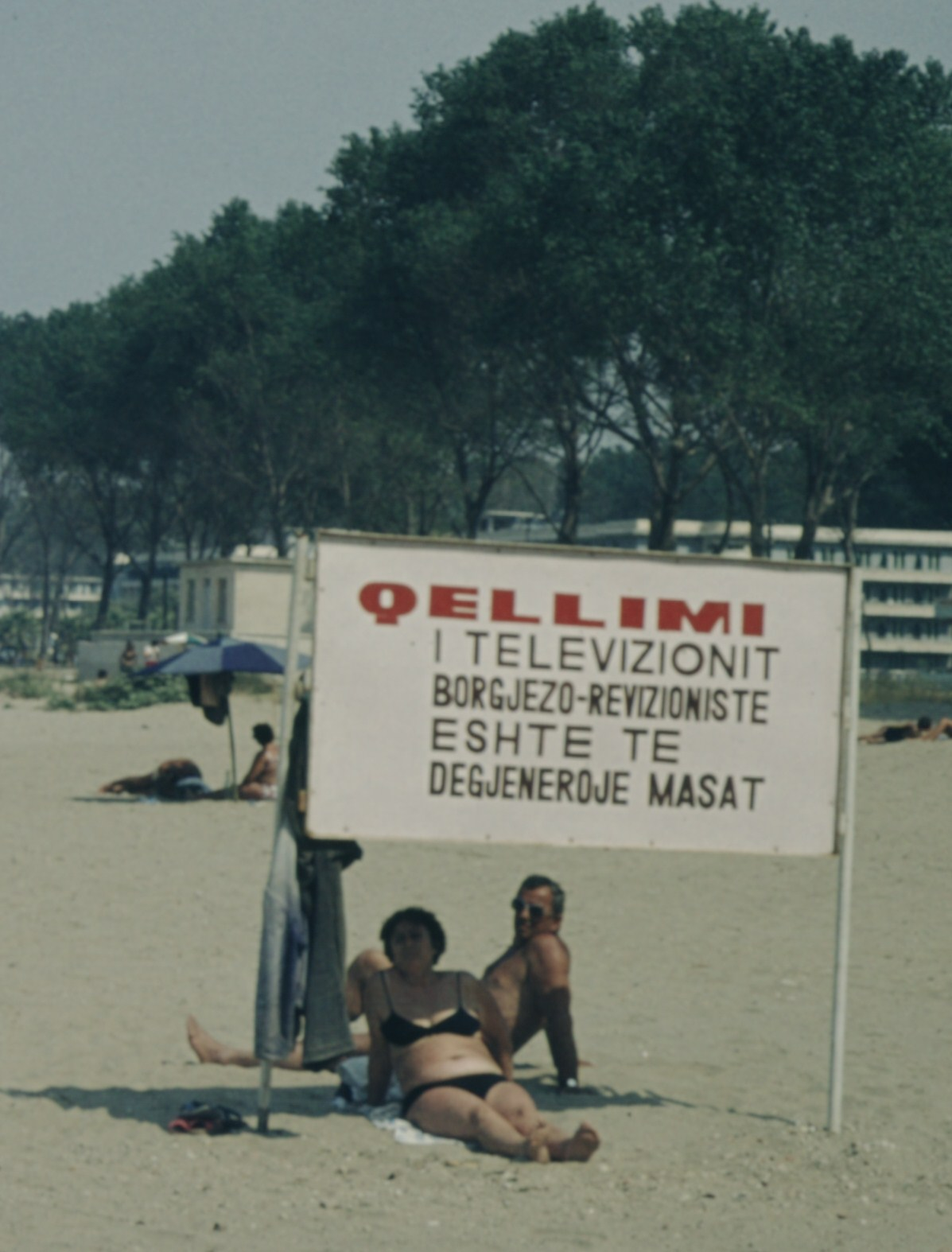
Qëllimi i televizionit borgjezo-revizioniste është të degjenerojë masat.: Warnung vor den zersetzenden Einflüssen ausländischer Fernsehstationen am Strand von Durrës (1978)

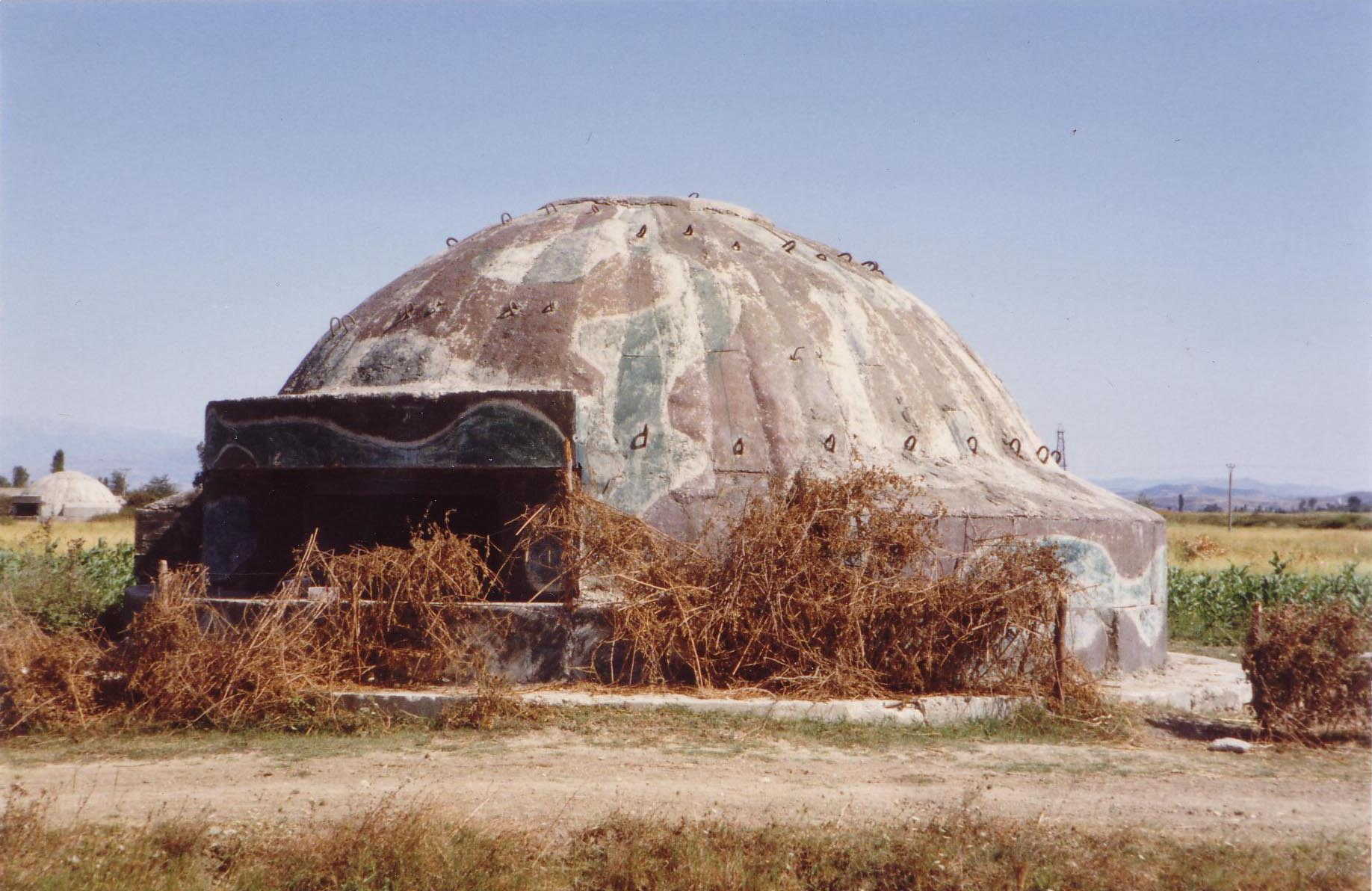
Bunker bei Fier in Südwestalbanien

Als Folge der chinesischen Reformen nach Mao Zedongs Tod 1976 brach Albanien im Jahr 1978 auch die Beziehungen zur Volksrepublik China ab. Die kommunistische Führung richtete das Land ideologisch auf Autarkie aus. Hoxha befürchtete externe Angriffe auf Albanien. Zur Verteidigung gegen eine Invasion wurden nach dem Konzept des „Volkskrieges“ über hunderttausend Bunker gebaut. Ihre genaue Zahl ist unbekannt, liegt aber, entgegen immer noch kolportierten Zahlen, unter 200.000. Für den Bau der Bunker förderte er gezielt die Betonindustrie und ließ teuren Spezialstahl importieren.
Albanien war 1975 das einzige europäische Land, das nicht an der KSZE teilnahm und das die Schlussakte von Helsinki nicht unterzeichnete.
Vielmehr ging die Unterdrückung der Bevölkerung weiter, wie in Form von Internierungsdörfern. Diese wurden in abgelegenen und von der Natur benachteiligten Gegenden (den Sümpfen der Küstenebene und in Hochgebirgstälern) angelegt. In einer Art von Sippenhaft wurden dorthin Familien von Menschen deportiert, die angeblich politische Vergehen begangen hatten.
Mehmet Shehu, Ministerpräsident seit 1954 und langjähriger politischer Weggefährte von Hoxha, starb im Dezember 1981 unter mysteriösen Umständen. Die kontrollierten Medien sprachen von einem Suizid; wahrscheinlich beauftragte Hoxha Shehus Ermordung. Anschließend wurde Ramiz Alia 1. Sekretär der Partei der Arbeit Albaniens und als Hoxhas Nachfolger aufgebaut.
Nachdem Hoxha im April 1985 gestorben war, setzte Alia die bisherige Politik im Großen und Ganzen fort. Er bemühte sich – auch wegen der desolaten Wirtschaftslage – um die Wiederaufnahme oder die Vertiefung diplomatischer Beziehungen zu mehreren westlichen und östlichen Staaten. Im Oktober 1986 unterzeichneten Albanien und Jugoslawien ein Handelsabkommen. 1987 wurde der Kriegszustand mit Griechenland formal beendet, und die Bundesrepublik Deutschland eröffnete – als letztes Land Europas – auf Initiative von Außenminister Hans-Dietrich Genscher die Deutsche Botschaft Tirana.

## Transformationsjahre
| Juli 1990               | 4000 Albaner fliehen in westliche Botschaften. In Tirana lässt das kommunistische Regime antikommunistische Demonstrationen mit Waffengewalt auseinandertreiben.                          |
| November 1990           | Erneute Massendemonstrationen in Tirana und Shkodra leiten das Ende des kommunistischen Regimes ein.                                                                                      |
| 4. November 1990        | Simon Jubani zelebriert eine katholische Messe auf dem Friedhof von Shkodra: der erste öffentliche Gottesdienst in Albanien seit 1967.                                                    |
| 12. Dezember 1990       | Oppositionelle gründen die Demokratische Partei (PD). |
| 20. Februar 1991        | Demonstranten stürzen die Statue Enver Hoxhas in Tirana. |
| 31. März/ 7. April 1991 | Erste pluralistische Wahl, noch einmal siegen die Kommunisten. Es bestand keine Chancengleichheit für die Opposition.                                                                     |
| 4. Juni 1991            | Ein Generalstreik erzwingt den Rücktritt der kommunistischen Regierung, daraufhin bildet sich eine Regierung der nationalen Einheit.                                                      |
| 19. Juni 1991           | Albanien unterzeichnet die KSZE-Schlussakte. |
| 8. August 1991          | Die katastrophale Wirtschafts- u. Versorgungslage führt zu einer Massenflucht: über 10.000 Menschen gelangen an Bord des Frachters Vlora ins italienische Bari.                           |
| Januar 1992             | Die PD zieht sich aus der Regierung der Nationalen Einheit zurück. |
| 22. März 1992           | Die PD gewinnt die ersten freien Wahlen mit fast zwei Dritteln der Stimmen, der Arzt Sali Berisha wird Präsident.                                                                         |
| April 1992              | Die Regierung leitet radikale Wirtschaftsreformen ein. Die ökonomische und soziale Lage der Albaner bessert sich aber nur sehr langsam.                                                   |
| 25. April 1993          | Papst Johannes Paul II. besucht Shkodra und Tirana. |
| August 1993             | An der Grenze zum Kosovo wird ein albanischer Soldat erschossen. Albanien fordert die Entsendung von UNO-Beobachtern, um einem Konflikt mit Restjugoslawien vorzubeugen.                  |
| 26. Mai 1996            | Die regierende PD gewinnt die Wahlen, die allerdings massiv manipuliert worden waren. |
| 15. Januar 1997         | Nachdem mehrere Geldanlagefonds (Pyramidenspiele) bankrottgehen, kommt es in Tirana zu Protesten geprellter Sparer gegen die Regierung, weil diese Verbindung zu den Anlagebetrügern hat. |
| 28. Januar 1997         | Die Zusammenstöße zwischen der Polizei und Demonstranten fordern erste Todesopfer. Der Aufstand erfasst das ganze Land.                                                                   |
| 2. März 1997            | Die Regierung verhängt den Ausnahmezustand. Im Süden Albaniens hat die Staatsmacht keinerlei Kontrolle mehr.                                                                              |
| 4. März 1997            | Die OSZE ernennt Franz Vranitzky zum Sonderkoordinator für Albanien. |
| 13. März 1997           | In ganz Albanien herrscht Anarchie. Die machtlose Übergangsregierung ersucht das Ausland um eine Militärintervention.                                                                     |
| 27. März 1997           | Der UNO-Sicherheitsrat stimmt der Entsendung einer multinationalen Schutztruppe für Albanien zu.                                                                                          |
| 21. April 1997          | Beginn der Operation Alba: 6.000 Mann multinationale Schutztruppen werden in Albanien stationiert.                                                                                        |
| 29. Juni 1997           | Die Sozialisten gewinnen die vorgezogenen Parlamentswahlen unter Aufsicht der OSZE. |
| 18. September 1998      | Die Ermordung des populären Oppositionspolitikers Azem Hajdari löst erneut schwere Unruhen aus.                                                                                           |
| März 1999               | Der schon im Herbst 1998 einsetzende Flüchtlingsstrom aus dem Kosovo erreicht einen Höhepunkt; etwa 300.000 Kosovo-Albaner werden in Lagern und Privatunterkünften untergebracht.         |
| Februar 2006            | Albanien unterzeichnet das Stabilisierungs- und Assoziierungsabkommen mit der EU. |
| 9. Juli 2009            | Albanien tritt zusammen mit Kroatien der NATO bei. Im gleichen Jahr reicht es zudem der Europäischen Union einen Beitrittsantrag ein.                                                     |
| 24. Juni 2014           | Albanien wird offiziell Beitrittskandidat der EU. |
| 30. April 2015          | Das Parlament beschließt die Öffnung der Archive der kommunistischen Geheimpolizei Sigurimi, von denen ein Großteil vor 1997 vernichtet worden ist.                                       |

Trotz Isolationismus erfuhr die albanische Bevölkerung über Rundfunk und Fernsehen aus den Nachbarländern von den politischen Veränderungen im Ostblock. Der Sieg der Solidarność-Bewegung in Polen (Runder Tisch), der Wandel in Ungarn, der Fall der Mauer und die Revolutionen im Jahr 1989 ermutigten auch Albaner, sich gegen die Diktatur aufzulehnen. Im Januar 1990 gab es in Shkodra erste Demonstrationen und im Juli 1990 flohen tausende Albaner in westliche Botschaften – allein 3200 in die deutsche. In der Hauptstadt Tirana wurden Demonstrationen von Sicherheitskräften niedergeknüppelt.
Im Herbst 1990 ließ sich die zuerst von Studenten getragene antikommunistische Bewegung in Tirana nicht mehr unterdrücken und das Regime musste mit den Aufständischen verhandeln. Im November wurde das Religionsverbot aufgehoben und in Shkodra gab es den ersten katholischen Gottesdienst seit 1967. Kurz darauf folgten Muslime und orthodoxe Christen diesem Beispiel. Im Dezember wurde auf dem Campus der Universität Tirana die erste nichtkommunistische Demokratische Partei Albaniens gegründet.
Zunächst war nicht absehbar, ob die Regierung gewaltsam gegen eine Revolution vorgehen würde. Wegen der verzweifelten wirtschaftlichen Lage und der unsicheren politischen Situation flüchteten Tausende illegal über die verschneiten Berge nach Griechenland. 20.000 Albaner gingen im März 1991 in den Häfen Durrës und Vlora an Bord von Schiffen und Booten und setzten nach Italien über. Dies weckte die Aufmerksamkeit westlicher Länder für Albanien. Die Staaten der Europäischen Wirtschaftsgemeinschaft und die Vereinigten Staaten leisteten humanitäre Hilfe; Italien stellte in der Operation Pelikan (September 1991 bis Dezember 1993) die Verteilung der Güter in Albanien sicher. Trotzdem emigrierten auch später noch viele Albaner nach Italien.
Die Kommunistische Partei unter Ramiz Alia gewann die Parlamentswahl vom 31. März 1991. Im Wahlkampf kontrollierten die alten Machthaber die Medien und schürten in der Landbevölkerung (70 % in Albanien) Angst gegen Veränderungen. Die neue Regierung begann gleichwohl mit einigen Reformen. Die Streitkräfte wurden formell der Parteikontrolle entzogen und unter das Kommando der parlamentarischen Regierung gestellt. Am 4. Juni musste die Regierung von Fatos Nano zurücktreten, nachdem es zu einem landesweiten Generalstreik gekommen war. Für die nächsten neun Monate wurde eine Regierung der nationalen Einheit gebildet. Im Juni 1991 wurden mit der Unterzeichnung der KSZE-Schlussakte die Menschenrechte anerkannt.

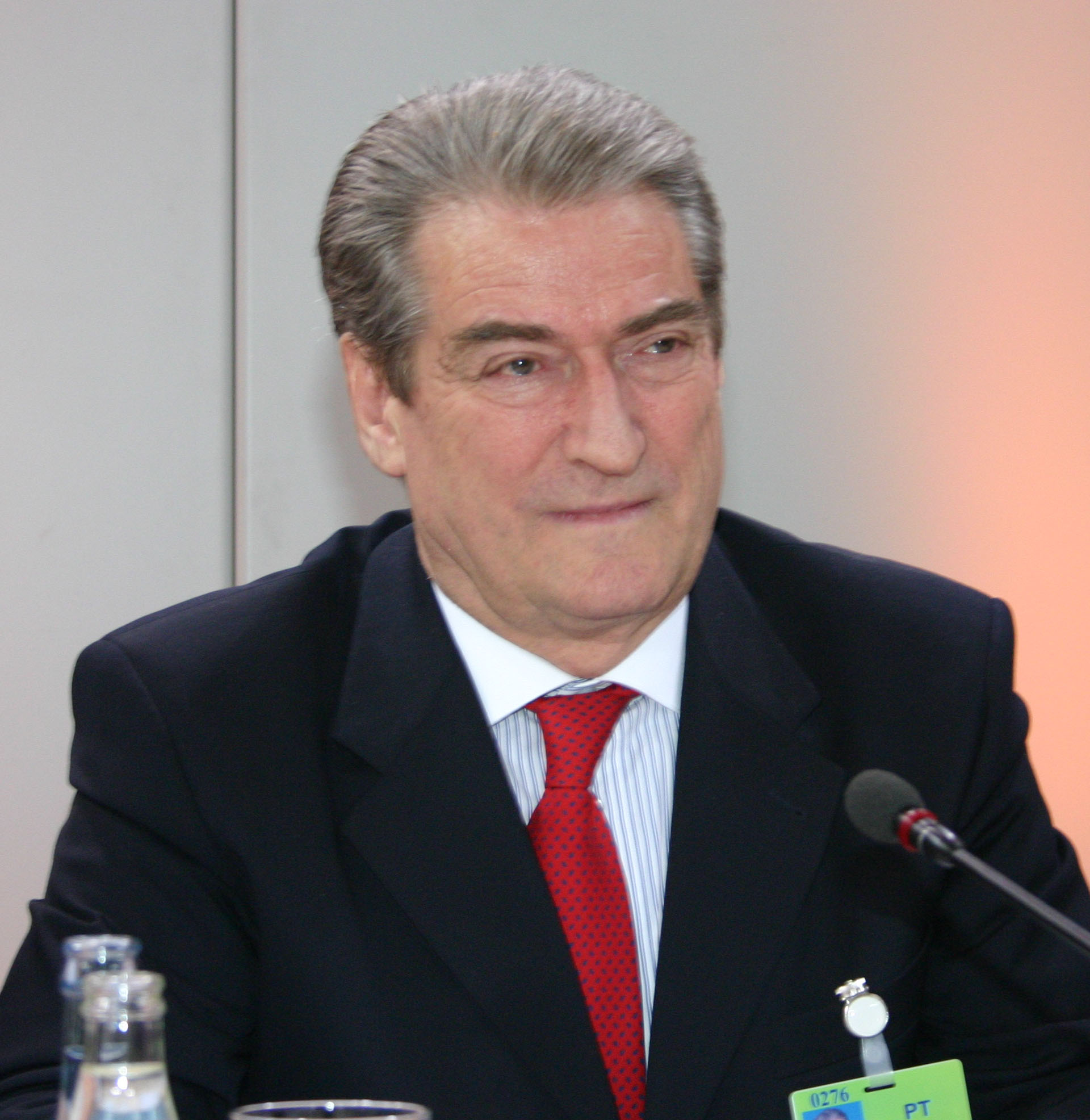
Sali Berisha von der Demokratischen Partei wurde 1992 erster nicht-kommunistischer Präsident. Von 2005 bis 2013 war er Ministerpräsident.

Im April 1992 übernahmen die Demokraten unter dem Arzt Sali Berisha die Regierung. Am 6. Juni 1992 trat Albanien dem NATO-Kooperationsrat bei und stellte einen Antrag auf NATO-Mitgliedschaft, der jedoch im Dezember 1992 zurückgewiesen wurde. Mit der Türkei, zu der historische und kulturelle Bindungen bestehen, schloss Albanien 1992 einen umfassenden Beistandspakt ab. Im Oktober 1993 folgten derartige Abkommen mit den USA und dem Vereinigten Königreich. Im April 1993 besuchte Papst Johannes Paul II. Shkodra und Tirana.
Im Sommer 1993 belastete die Ausweisung eines griechisch-orthodoxen Priesters die albanisch-griechischen Beziehungen. Die griechische Regierung (Kabinett Konstantinos Mitsotakis) nahm dies zum Anlass, über 10.000 illegale albanische Einwanderer teils unter drastischer Gewaltanwendung abzuschieben. Nach Zusagen der albanischen Regierung, die Minderheitenrechte der Griechen zu achten, entspannte sich die Lage Mitte November wieder.
Am 10. Juli 1995 wurde Albanien als 35. Mitglied in den Europarat aufgenommen. Im Februar 1995 besuchte der damalige deutsche Bundespräsident Roman Herzog Albanien und vom 17. bis 21. Dezember 1995 besuchte der Präsident Albaniens Sali Berisha die Bundesrepublik.
Fünf Jahre nach der Wende zeichnete sich das Scheitern des Transformationsprozesses ab. Die Wirtschaftsumgestaltung stagnierte, die Industrieproduktion und die Sozialsysteme brachen zusammen, es fehlten Gesetze zum Privateigentum, zur Firmengründung, zum Zoll und zum Bankwesen und der Privatbankensektor war ohne gesetzliche Regelung. Das Land der Staatsbetriebe wurde ab 1991 wild aufgeteilt und der beanspruchte Boden mit herausgerissenen Eisenbahnschienen und Telegrafendrähten markiert. Die seit Ende der 1980er Jahre herrschende Lebensmittelknappheit verschärfte sich und die Auswanderung dauerte an.
Korruption und Vetternwirtschaft florierten, die Posten in Regierung und Verwaltung wurden unter Clans aufgeteilt. Nach einem 1996 veröffentlichten Bericht von Human Rights Watch war die Justiz massivem staatlichen Druck ausgesetzt und ein neuer Nachrichtendienst SHIK (Shërbimi Informativ Kombëtar; „Nationaler Nachrichtendienst“) gewann an Einfluss. Die Gesellschaft war tief gespalten unter den Anhängern des Demokraten Sali Berisha und den Anhängern der Sozialisten, hervorgegangen aus der Partei der Arbeit. Wahlfälschungen bei der Parlamentswahl am 26. Mai und 2. Juni 1996 sicherten Berisha die Macht.
Mitte der 1990er Jahre galt die Aufmerksamkeit der westlichen Regierungen vorrangig der Bewältigung der Kriegsfolgen im ehemaligen Jugoslawien. Die wenigen Abgeordneten des Europäischen Parlaments, die sich mit Albanien befassten, hielten sich mit Kritik an Berishas Regierung und den Wahlfälschungen von 1996 aus Mangel an politischen Alternativen zurück.
Anfang 1997 brachen nach Kreditbetrugsfällen landesweit Unruhen aus. Die Ursachen für den Lotterieaufstand waren vielschichtig und Ausdruck des schwierigen Transformationsprozesses. Im März 1997 waren die staatlichen Strukturen außerhalb der Hauptstadt völlig zusammengebrochen. Es gab Plünderungen, Zerstörungen und bürgerkriegsähnliche Zustände; mehr als 1000 Menschen starben. Deutschland (mit der Operation Libelle) und die USA brachten ihre und ausländische Staatsbürger aus dem Land.
Eine von der breit abgestützten Regierung der nationalen Versöhnung eingeladene OSZE-Mission, unterstützt von internationalen Friedenstruppen (Griechen, Italiener, Spanier, Franzosen, Türken und Rumänen), stellte die Ordnung wieder her. Im Juli 1997 fanden unter OSZE-Aufsicht freie Wahlen statt. Die Sozialistische Partei übernahm die Macht an der Spitze einer Mitte-links-Koalition, und Fatos Nano wurde Regierungschef. Die Europäische Union organisierte Aufbauhilfe, die Wirtschaft erholte sich und die Lebensverhältnisse wurden besser.

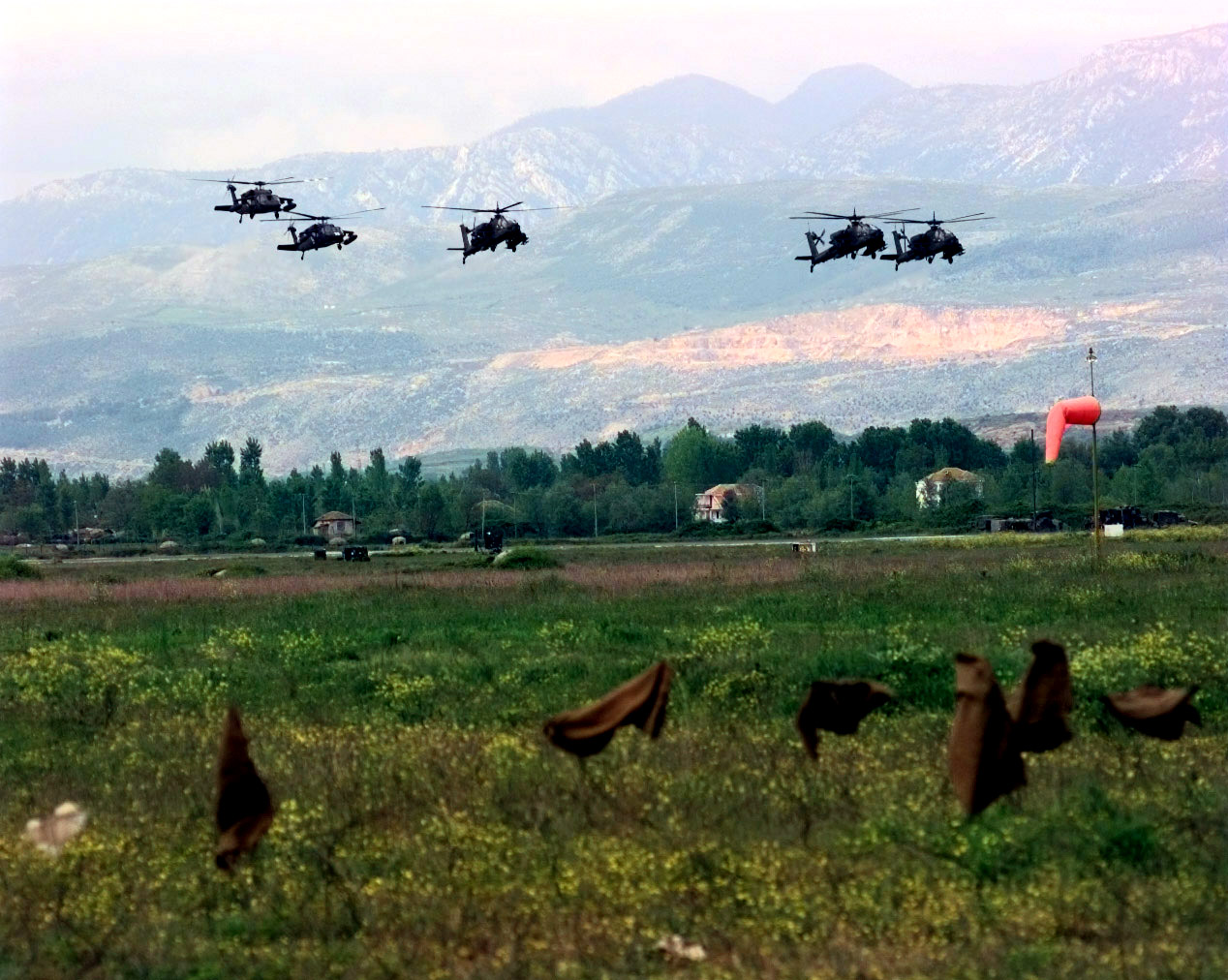
Während des Kosovokriegs wurden in Albanien rund 300.000 kosovarische Flüchtende aufgenommen. Die Versorgung wurde mit internationaler Hilfe sichergestellt. Im Bild: In Tirana stationierte US-amerikanische Kampfhubschrauber (April 1999)

1998 wurde die neue Verfassung per Referendum angenommen. Es gab nach wie vor ökonomische Probleme, eine hohe Arbeitslosigkeit und ein instabiles politisches System. 300.000 Kosovaren flüchteten im Frühjahr 1999 wegen des Kosovokriegs und wurden mit internationaler Hilfe versorgt. Die Krise solidarisierte Albanien und politische Gegner kooperierten vorübergehend. Die verstärkte internationale Hilfe und Präsenz im Rahmen des Stabilitätspakts für Südosteuropa verbesserte die Lage.
Nach den Wahlen von 2005 gab es einen geordneten Machtwechsel zur Demokratischen Partei Berishas. Die Parlamentswahlen von 2009 wurden von einer Mitte-rechts-Koalition gewonnen. Die Sozialistische Partei beklagte Wahlmanipulationen, was in Albanien eine politische Krise auslöste. Die Sozialisten boykottierten zeitweilig das Parlament und organisierten Demonstrationen, die im Januar 2011 eskalierten; es gab mehrere Tote.
2006 unterzeichnete Albanien das Stabilisierungs- und Assoziierungsabkommen mit der EU. Die Auswirkungen der Explosionskatastrophe in Gërdec im März 2008, bei der 28 Menschen starben und 4000 obdachlos wurden, erschütterten Albanien auch politisch. 2009 trat Albanien der NATO bei und reichte seinen Antrag auf Mitgliedschaft in der Europäischen Union ein. 2010 wurden die Einreisebestimmungen in die EU für Albanien gelockert. Für die Einreise in den Schengen-Raum brauchen die Bürger nun nur noch einen biometrischen Pass. Am 24. Juni 2014 erhielt Albanien den Status eines EU-Beitrittskandidaten.
Am 30. April 2015 beschloss das Parlament die Öffnung der Archive der kommunistischen Geheimpolizei Sigurimi. Über den Zugang für Überwachte, Institutionen und ehemalige Mitarbeiter entscheidet ein 5-köpfiges Komitee und stellt Staatsdienstanwärtern und Wahlkandidaten Unbedenklichkeitsbescheinigungen aus. Laut ORF wurden in der Zeit des Kommunismus mindestens 7000 Oppositionelle ermordet und mehr als 100.000 in Arbeitslager deportiert. Ab 1944 hatten 10.000 Menschen bei der Geheimpolizei gearbeitet und 20 % der Albaner mit ihr kooperiert. Anfang der 1990er Jahre wurde sie aufgelöst. Ein Großteil ihrer Akten wurde bis 1997 vernichtet.
Am 22. Juli 2016 beschloss das Parlament mit einem international vermittelten Konsens zwischen der Regierung und der Opposition eine Verfassungsänderung und verabschiedete mehrere Gesetze, um die von der Venedig-Kommission empfohlene Justizreform umzusetzen, die monatelang umstritten war. Im Frühjahr 2017 boykottierte die Demokratische Partei 90 Tage lang das Parlament und die Präsidentschaftswahl und ernannte auch keine Kandidaten für die Parlamentswahl am 25. Juni 2017, weil sie unter der damaligen Regierung keine faire und freie Wahl erwartete. Ihre Forderung nach einem Regierungsrücktritt konnten sie nicht durchsetzen, aber unter Druck internationaler Vermittler kam ein Kompromiss zustande, der die Verschiebung der Parlamentswahl um eine Woche, die Ernennung von sieben parteilosen Ministern durch die Opposition für eine „technische Regierung“ sowie mehrere Reformen beim Wahlverfahren vorsah.
Die albanische Regierung beauftragte 2018 die Internationale Kommission für vermisste Personen mit der Suche und Identifikation von vermissten Opfern der kommunistischen Repression. Diese nahm am 16. November desselben Jahres ihre Arbeit auf. Seit Beginn der 1990er Jahre wurden etwa 6000 getötete Opfer der Gewaltherrschaft der PAA identifiziert, aber die Grabstätten sind meistens nicht bekannt.

### Darstellungen

#### Deutsch (alphabetisch)
- Peter Bartl: Albanien. Vom Mittelalter bis zur Gegenwart. Pustet, Regensburg 1995, ISBN 3-7917-1451-1.
- Peter Bartl: Die albanischen Muslime zur Zeit der nationalen Unabhängigkeitsbewegung (1878–1912) (= Albanische Forschungen. Band 6). Wiesbaden 1968.
- Peter Danylow: Die außenpolitischen Beziehungen Albaniens zu Jugoslawien und zur UdSSR 1944–1961. München 1982.
- Johannes Faensen: Die albanische Nationalbewegung. Wiesbaden 1980.
- Iliaz Fishta: Agrarproblem und Agrarreform im Albanien der Zwischenkriegszeit. In: Südost-Forschungen. Band 59/60, 2000/2001, S. 387–422.
- Peter Jordan (Hrsg.): Albanien. Geographie – historische Anthropologie – Geschichte – Kultur – postkommunistische Transformation (= Österreichische Osthefte. Sonderband 17). Wien, Frankfurt am Main u. a. 2003, ISBN 3-631-39416-0.
- Thomas Kacza: Zwischen Feudalismus und Stalinismus. Albanische Geschichte des 19. und 20. Jahrhunderts. Verlag Trafo, Berlin 2007, ISBN 978-3-89626-611-8 (Rezension).
- Marenglen Kasmi: Die deutsche Besatzung in Albanien 1943 bis 1944 (= Potsdamer Schriften zur Militärgeschichte. Band 20). Potsdam 2013, ISBN 978-3-941571-24-2.
- Marenglen Kasmi: Die deutsch-albanischen Beziehungen 1912–1939. In: Zeitschrift für Balkanologie. Band 49, Nr. 1, Harrassowitz Verlag, Wiesbaden 2013, S. 60–86.
- Hans Krech: Der Bürgerkrieg in Albanien. Berlin 1997, ISBN 3-89574-280-5.
- Hanns Christian Löhr: Die Gründung Albaniens, Wilhelm zu Wied und die Balkandiplomatie der Großmächte 1912–1914. Peter Lang, Frankfurt am Main 2010, ISBN 978-3-631-60117-4.
- Hubert Neuwirth: Widerstand und Kollaboration in Albanien 1939–1944 (= Albanische Forschungen. Band 27). Harrassowitz Verlag, Wiesbaden 2008, ISBN 978-3-447-05783-7.
- Björn Opfer-Klinger: Albanien – Ein Produkt internationaler und lokaler Machtrivalitäten? Die Entstehung des albanischen Staates im Umfeld des Ersten Weltkrieges. Saarbrücken 2015, ISBN 978-3-639-79249-2.
- Hans-Jochim Pernack: Probleme der wirtschaftlichen Entwicklung Albaniens. Untersuchungen des ökonomischen und sozioökonomischen Wandlungsprozesses von 1912/13 bis in die Gegenwart. München 1972.
- Hanns Dieter Schanderl: Die Albanienpolitik Österreich-Ungarns und Italiens 1877–1908 (= Albanische Forschungen. Band 7). Wiesbaden 1971.
- Michael Schmidt-Neke: Entstehung und Ausbau der Königsdiktatur in Albanien (1912–1939) (= Südosteuropäische Arbeiten. Band 84). München 1987, ISBN 3-486-54321-0.
- Jens Oliver Schmitt: Das venezianische Albanien 1392–1479. München 2001.
- Jens Oliver Schmitt, Eva Anne Frantz (Hrsg.): Albanische Geschichte. Stand und Perspektiven der Forschung (= Südosteuropäische Arbeiten. Band 140). München 2009, ISBN 978-3-486-58980-1.
- Jens Oliver Schmitt: Die Albaner – Eine Geschichte zwischen Orient und Okzident. München 2012, ISBN 978-3-406-63031-6.
- Georg Stadtmüller: Forschungen zur albanischen Frühgeschichte (= Albanische Forschungen. Band 2). Wiesbaden 1966.
- Christoph Stamm: Zur deutschen Besetzung Albaniens 1943–1944. In: Militärgeschichtliche Mitteilungen 30,2 (1981), S. 99–120.
- Christian Zindel, Andreas Lippert, Bashkim Lahi, Machiel Kiel: Albanien. Ein Archäologie- und Kunstführer von der Steinzeit bis ins 19. Jahrhundert. Böhlau, Wien/Köln/Weimar 2018, ISBN 978-3-205-20723-8.

#### Englisch und albanisch (alphabetisch)
- Fred C. Abrahams: Modern Albania. From dictatorship to democracy in Europe. New York 2015, ISBN 978-1-4798-3809-7.
- Elez Biberaj: Albania in transition. The rocky road to democracy. Boulder (CO) 1998, ISBN 0-8133-3502-7.
- Robert Elsie: Historical Dictionary of Albania (= European Historical Dictionaries 42). Lanham 2004, ISBN 0-8108-4872-4.
- Bernd Jürgen Fischer: Albania at War, 1939–45. C Hurst & Co Publishers Ltd, 1999, ISBN 978-1-85065-531-2.
- Faik Konitza: Albania. The Rockgarden of Southeastern Europe. Boston 1957.
- Muzafer Korkuti u. a.: Shqipëria Arkeologjikë. Tirana 1971.
- James O’Donnell: A coming of age: Albania under Enver Hoxha. Boulder 1999.
- Owen Pearson: Albania and King Zog. Independence, Republic and Monarchy 1908–1939 (= Albania in the Twentieth Century: A History. Volume 1). I.B. Tauris, London 2004, ISBN 1-84511-013-7.
- Owen Pearson: Albania in occupation and war. From fascism to communism 1940–1945 (= Albania in the Twentieth Century: A History. Volume 2). I.B. Tauris, London 2005, ISBN 1-84511-104-4.
- Owen Pearson: Albania as Dictatorship and Democracy. From Isolation to the Kosovo War 1946–1998 (= Albania in the Twentieth Century: A History. Volume 3). I.B. Tauris, London 2006, ISBN 1-84511-105-2.
- Pjetër Pepa: Dosja e diktaturës. Tiranë 1995. (Geschichte Albaniens 1941–1990)
- Stavro Skendi: The Albanian National Awakening: 1878–1912. Princeton 1967.
- Miranda Vickers: The Albanians. A modern history. London 1995, ISBN 1-85043-749-1.
- Tom Winnifrith (Hrsg.): Perspectives on Albania. Palgrave Macmillan, London 1992.

### Zeitschriften
- Studime Historike („Historische Studien“), hrsg. v.: Akademia e Shkencave e Shqipërisë. Bd. 1 (1964) ff. (das wichtigste geschichtswissenschaftliche Periodicum Albaniens).